# 제임스 K. 포크 행정부
제임스 K. 포크는 1845년 3월 4일부터 1849년 3월 4일까지 제11대 미국 대통령으로 재임했다. 민주당 소속인 포크는 1844년 대통령 선거에서 휘그당의 헨리 클레이 시니어를 꺾고 취임했다. 포크는 1844년에 했던 선거 공약을 이행하며 한 번의 임기 후 퇴임했으며, 그의 뒤를 이어 휘그당의 재커리 테일러가 취임했다. 앤드루 잭슨의 가까운 동맹이었던 포크의 대통령직은 잭슨 민주주의와 명백한 운명의 이상에 대한 그의 신념을 반영했다.
포크는 남북 전쟁 이전의 마지막 유능한 대통령으로 여겨지는데, 재임 기간 4년 동안 그의 선거 운동과 행정부 이양 과정에서 설정된 모든 주요 국내외 정책 목표를 달성했다. 포크의 대통령직은 미국 외교 정책에 특히 큰 영향을 미쳤으며, 그의 재임 기간 동안 미국 본토의 마지막 주요 확장이 이루어졌다. 멕시코가 미국의 텍사스 합병을 거부하자, 포크는 멕시코-미국 전쟁에서 압도적인 승리를 거두었으며, 이는 멕시코가 현재 미국 남서부 지역의 거의 전체를 할양하게 되는 결과를 낳았다. 그는 그레이트브리튼 아일랜드 연합왕국과 오리건 컨트리 통제권을 놓고 전쟁을 위협했으며, 결국 두 국가가 49도선을 기준으로 지역을 분할하기로 합의하는 데 이르렀다.
포크는 국내 정책에서도 목표를 달성했다. 그는 "블랙 관세"를 1846년의 워커 관세로 대체하여 관세율을 상당히 인하했는데, 이는 그의 고향인 미국 남부의 덜 산업화된 주들에게 수입품과 경쟁을 통한 국내 상품 모두를 더 저렴하게 만들어 주어 만족을 주었다. 또한 그는 1913년까지 지속된 독립 재무 시스템을 구축했으며, 미국 해군사관학교와 스미스소니언 협회의 개관, 워싱턴 기념탑의 착공, 그리고 최초의 미국 우표 발행을 감독했다.
포크는 1848년 대통령 선거에 직접적으로 관여하지 않았지만, 그의 행동은 선거에 큰 영향을 미쳤다. 멕시코-미국 전쟁에 참전했던 재커리 테일러 장군은 휘그당 대통령 후보로 지명되어 포크가 선호했던 민주당 상원의원 루이스 캐스를 꺾었다. 학자들은 포크가 대통령 의제의 모든 주요 항목을 추진하고, 지지를 얻고, 달성하는 능력에 대해 긍정적으로 평가했다. 그러나 그는 멕시코와의 전쟁을 이끌고 지역 간 분열을 심화시켰다는 비판도 받았다. 포크는 미국에서 "가장 알려지지 않은 중요한 대통령"으로 불려왔다.

## 1844년 선거
1844년 민주당 전당대회를 앞둔 몇 달 동안, 전 대통령 마틴 밴 뷰런은 민주당 대통령 후보 지명의 선두 주자로 널리 인식되었다. 1844년 선거에서 당의 부통령 후보가 되기를 원했던 포크는 밴 뷰런의 러닝메이트가 되기 위한 섬세하고 미묘한 선거 운동을 벌였다. 존 타일러 대통령의 텍사스 합병 제안은 대통령 선거전을 뒤엎었다. 밴 뷰런과 휘그당의 선두 주자인 헨리 클레이 시니어는 합병과 분쟁 지역을 둘러싼 멕시코와의 잠재적 전쟁에 반대했지만, 포크와 전 대통령 앤드루 잭슨은 독립 국가 인수를 강력히 지지했다. 밴 뷰런의 입장에 실망한 잭슨은 포크에게 지명을 몰아주었다.
1844년 5월 27일 민주당 전당대회가 시작되었을 때, 핵심 질문은 전당대회가 대통령 후보가 대의원 투표의 3분의 2를 얻도록 요구하는 규칙을 채택할지 여부였다. 남부 주의 강력한 지지로, 3분의 2 규칙은 전당대회에서 통과되었고, 이는 밴 뷰런이 강경하고 상당한 소수의 대의원으로부터 강한 반대에 직면했기 때문에 그의 지명 가능성을 효과적으로 종결시켰다. 밴 뷰런은 첫 번째 대통령 투표에서 과반수를 얻었지만, 필요한 절대 다수를 얻는 데 실패했고, 밴 뷰런에 대한 지지는 후속 투표에서 줄어들었다. 여덟 번째 대통령 투표에서, 포크, 루이스 캐스, 밴 뷰런을 제외한 모든 후보에 대한 지지가 사라지면서 포크는 266명의 대의원 중 44표를 얻었다. 여덟 번째 투표 후, 몇몇 대의원들은 포크의 후보 지지를 위해 발언했다. 밴 뷰런은 1844년 대통령 후보 지명을 결코 얻을 수 없음을 깨닫고 다음 투표에서 승리한 포크에게 지지를 몰아주었다. 이로써 포크는 미국 주요 정당의 대통령 후보 지명을 받은 최초의 "다크호스" 후보가 되었다. 밴 뷰런의 가까운 동맹인 사일러스 라이트 상원의원이 부통령 지명을 거절한 후, 전당대회는 펜실베이니아의 전 상원의원 조지 M. 댈러스를 포크의 러닝메이트로 지명했다.
지명 소식을 들은 포크는 한 임기만 재임하겠다고 약속했는데, 이는 캐스, 라이트, 존 캘훈, 토머스 하트 벤턴, 제임스 뷰캐넌과 같은 민주당 지도자들의 지지를 얻는 데 도움이 될 것이라고 믿었으며, 이들 모두는 대통령 야망을 가지고 있었다. 또한 그는 1842년 관세법에 대한 입장을 유보했지만, 고관세에 유리한 수사를 사용하여 핵심 주 펜실베이니아에 어필했다. 또 다른 핵심 스윙 스테이트인 뉴욕에서는, 뉴욕 민주당의 여러 파벌을 통합하는 데 성공한 라이트의 주지사 후보 출마가 포크의 선거 운동에 크게 기여했다.

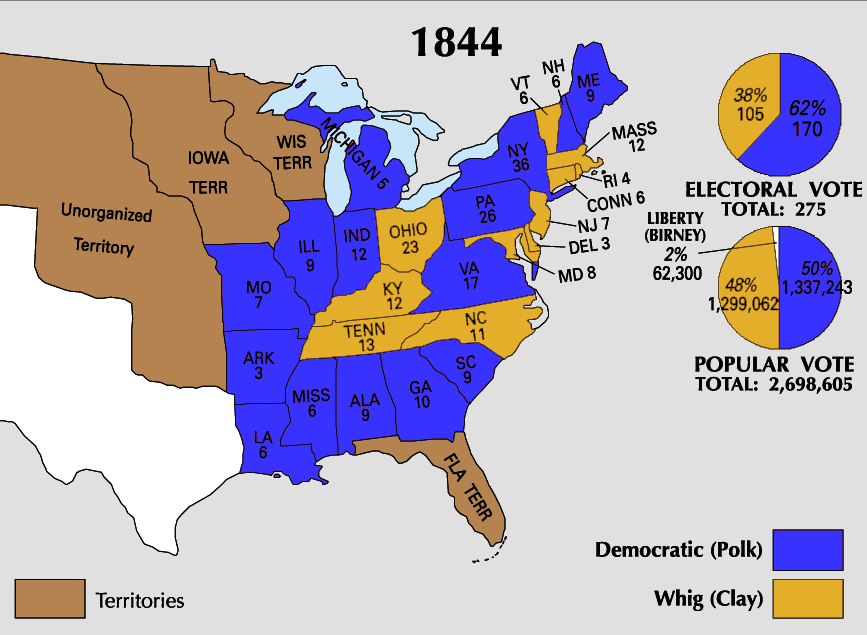
1844년 대통령 선거 결과

노예제 폐지론자인 자유토지당은 미시간의 제임스 G. 버니를 지명했으며, 반면 1844년 휘그당 전당대회는 첫 번째 투표에서 헨리 클레이 시니어를 지명했다. 포크가 하원의장과 테네시 주지사를 지냈음에도 불구하고, 휘그당의 연설과 사설은 포크를 경멸하며 밴 뷰런이나 클레이에 비해 포크의 상대적인 무명함을 비웃으며 "제임스 K. 포크가 누구인가?"라고 외쳤다. 휘그당은 전국에 수십만 부의 반포크 선전물을 뿌렸는데, 그를 "노예 권력"의 꼭두각시이자 텍사스 합병을 이유로 미국을 파괴할 급진주의자라고 비난했다. 로버트 워커와 같은 민주당원들은 텍사스 합병 문제를 재해석하여 텍사스와 오리건이 정당하게 미국 영토였지만 먼로 행정부 때 상실되었다고 주장했다. 워커는 더 나아가 텍사스가 북부 상품 시장을 제공하고 노예 제도의 "확산"을 허용하여 점진적인 해방으로 이어질 것이라고 주장했다. 이에 대해 클레이는 텍사스 합병이 멕시코와의 전쟁을 초래하고 지역적 긴장을 고조시킬 것이라고 주장했다.
결국 포크는 매우 접전이었던 선거에서 승리하여 선거인단에서 클레이를 170대 105로 물리쳤다. 뉴욕에서 단 몇 천 명의 유권자만 바뀌었어도 클레이가 선거에서 이겼을 것이다. 버니는 뉴욕에서 수천 표의 반합병 표를 얻었으며, 그의 출마는 클레이에게 선거 비용을 들게 했을 수도 있다.

## 취임

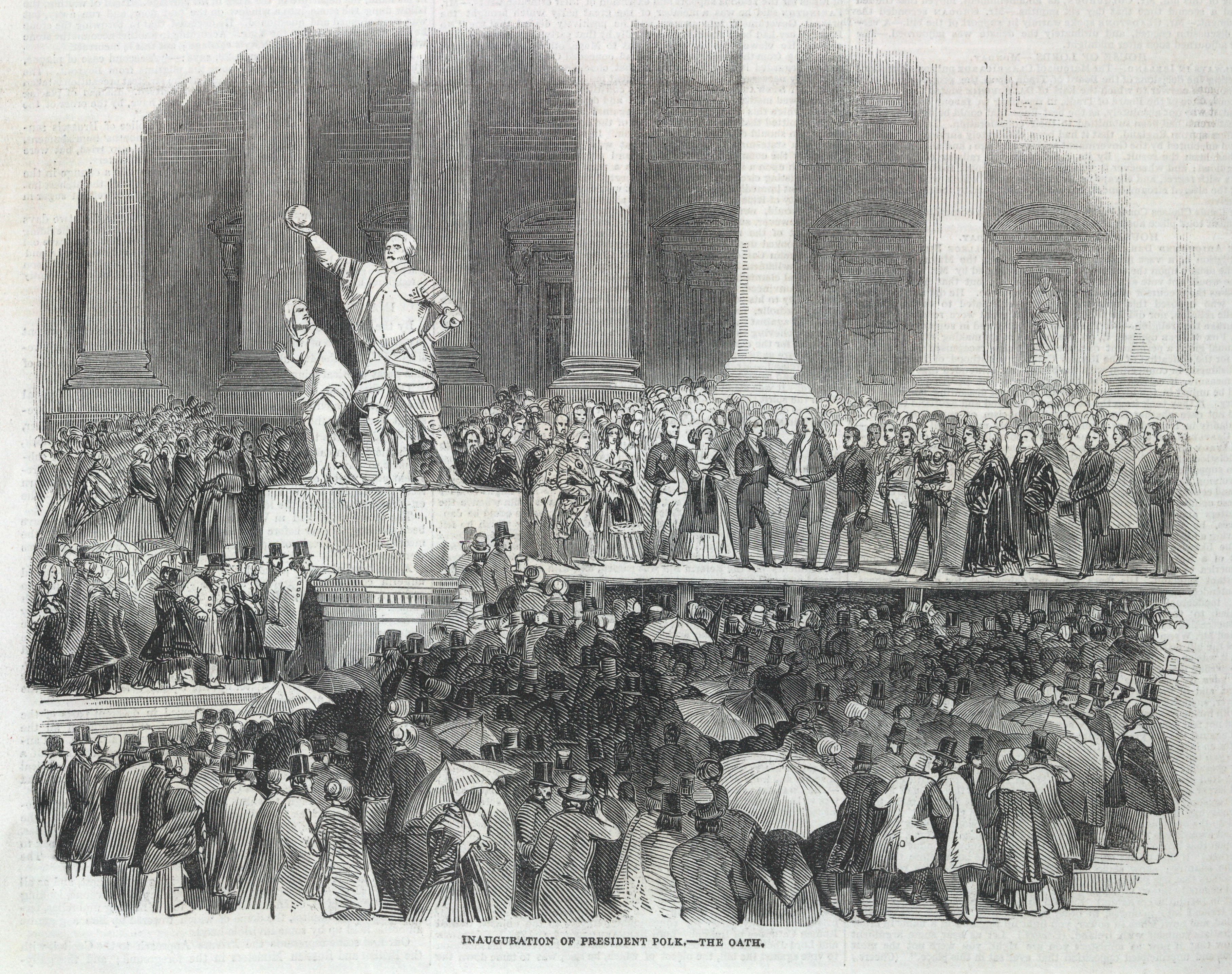
1845년 4월 19일 일러스트레이티드 런던 뉴스 제6권에 실린 제임스 K. 포크의 취임식 모습

포크는 1845년 3월 4일 미국 국회의사당 동쪽 포르티코에서 열린 행사에서 제11대 대통령으로 취임했다. 대법원장 로저 태니가 취임 선서를 집행했다. 포크의 취임식은 전신으로 보도되고 신문 삽화(《일러스트레이티드 런던 뉴스》)에 실린 최초의 대통령 취임식이었다.
아모스 켄달의 도움을 받아 작성된 포크의 취임사는 희망과 자신감의 메시지였다. 4,476단어로, 윌리엄 헨리 해리슨의 취임사에 이어 두 번째로 긴 취임사이다. 취임사에서 포크는 자신의 정치 경력을 이끌었고 행정부를 이끌게 될 잭슨주의 원칙과 민주당의 입장에 대해 언급했다. 연설의 주요 주제는 국가의 서부 확장이었다. 그는 텍사스의 연방 가입이 얼마나 중요한지를 상세히 설명하고, 미국인들이 서부(캘리포니아와 오리건)로 더 멀리 이동하고 있다고 언급했다. 그는 다음과 같이 선언했다.
불과 80년 전 우리 인구는 서쪽으로 애팔래치아 능선에 갇혀 있었다. 그 기간 동안—내 청중 중 일부의 생애 동안이라고 할 수 있다—우리 국민은 수천만 명으로 늘어나 미시시피 동부 계곡을 채웠고, 모험적으로 미주리 강을 그 발원지까지 거슬러 올라갔으며, 이미 강이 태평양으로 흐르는 계곡에 자치 정부의 축복을 세우는 데 참여하고 있다.
포크가 대통령이 될 당시 국가의 인구는 미국 독립 혁명 이후 20년마다 두 배로 증가하여 영국과 인구 동등성에 도달했다. 포크의 재임 기간 동안 철도의 확장과 전신의 사용 증가를 포함한 지속적인 기술 발전이 이루어졌다. 이러한 통신 개선과 인구 증가로 인해 미국은 점차 강력한 군사 강국이 되었고 팽창주의를 부채질했다.

## 행정부

### 내각

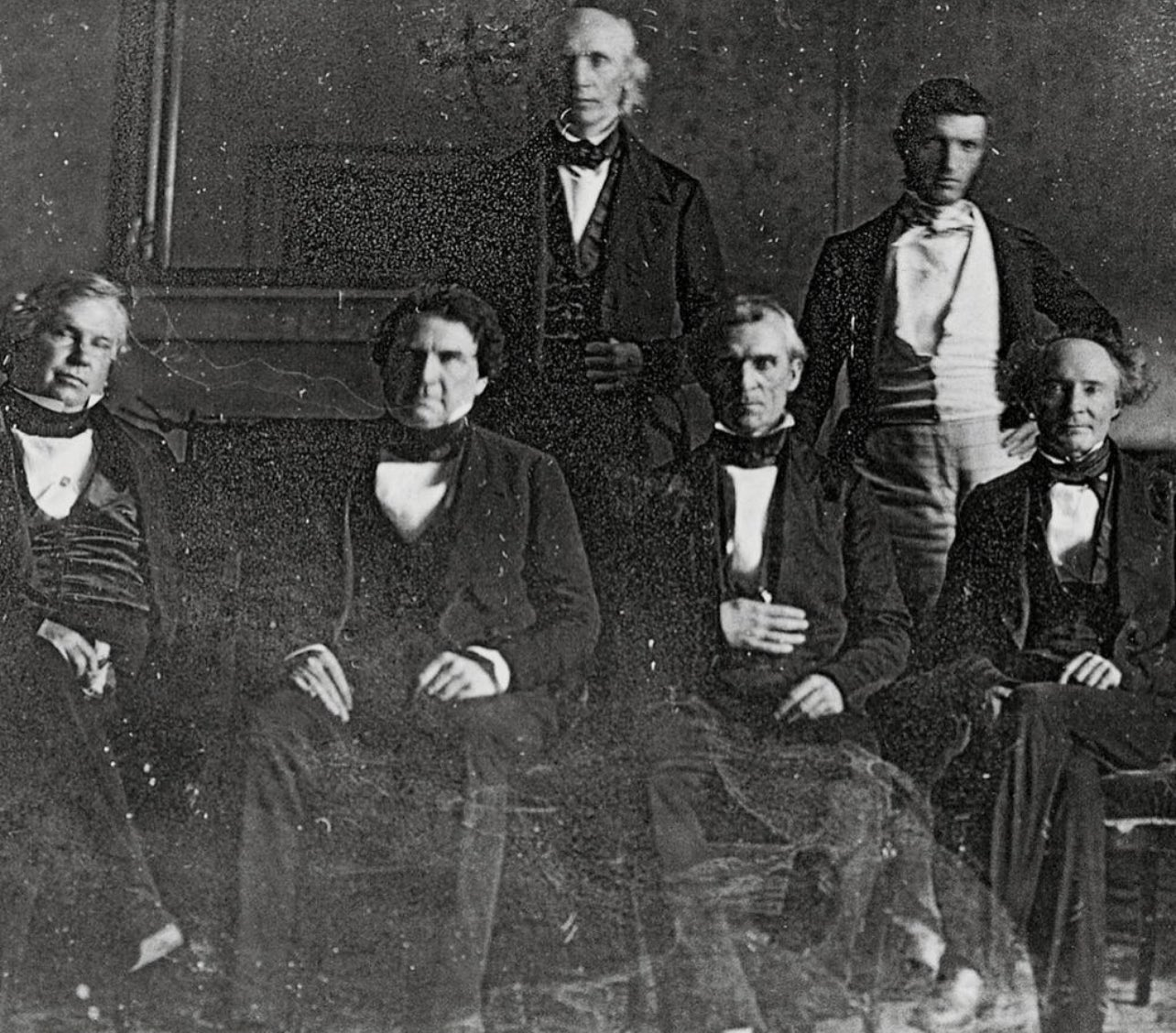
포크와 그의 내각. 앞줄 (왼쪽에서 오른쪽): 존 Y. 메이슨, 윌리엄 L. 마시, 제임스 K. 포크, 로버트 J. 워커; 뒷줄 (왼쪽에서 오른쪽): 케이브 존슨, 조지 밴크로프트 (제임스 뷰캐넌은 불참).

포크는 내각의 도움을 받아 국정을 운영했으며, 내각에 큰 비중을 두었다. 내각은 일주일에 두 번 정기적으로 회의를 열었고, 포크와 그의 6명의 내각 구성원들은 이 회의에서 모든 주요 사안을 논의했다. 내각에 의존했음에도 불구하고, 포크는 특히 군사와 관련하여 다양한 부서의 세부 사항에 직접 관여했다.
새 내각을 구성할 때, 포크는 대통령직에 관심 있는 인물들을 피하라는 잭슨의 조언을 대체로 따랐지만, 중요하고 명예로운 국무장관직에 뷰캐넌을 지명하기로 결정했다. 포크는 뷰캐넌의 의견을 존중했고 뷰캐넌은 포크의 대통령직에 중요한 역할을 했지만, 두 사람은 종종 외교 정책과 임명 문제로 충돌했다. 포크는 뷰캐넌이 자신의 대통령 야망을 포크에 대한 봉사보다 우선시한다고 의심하여 그를 해임하는 것을 자주 고려했지만, 뷰캐넌은 항상 포크에게 자신의 충성심을 납득시키는 데 성공했다.
포크는 앤드루 잭슨의 승인을 얻은 초기 내각 후보들을 구성했으며, 잭슨은 1845년 1월에 포크와 마지막으로 만났고, 잭슨은 1845년 6월에 사망했다. 포크의 절친한 친구이자 동맹인 케이브 존슨은 미국 우정청장 직책에 지명될 예정이었다. 포크는 현직 해군 장관인 존 Y. 메이슨과 개인적으로 가까웠지만, 잭슨이 타일러 내각의 누구도 유임되어서는 안 된다고 주장하자 그를 교체했다. 그 자리에 포크는 자신의 지명에 결정적인 역할을 했던 역사가 조지 밴크로프트를 선택했다. 포크는 또한 미시시피의 로버트 J. 워커 상원의원을 법무장관으로 선택했다.
그러나 뷰캐넌의 국무장관 지명 소식이 새어 나가자 부통령 댈러스(뷰캐넌의 주내 라이벌)와 수많은 남부인들이 워커가 재무장관의 더 높은 직책을 받아야 한다고 주장했다. 포크는 대신 밴크로프트를 타협안으로 재무장관에 지명하고, 메이슨을 법무장관으로, 뉴욕 출신의 윌리엄 L. 마시를 전쟁장관으로 지명했다. 포크는 마시 임명을 통해 밴 뷰런을 달래려 했지만, 밴 뷰런은 이 조치에 격분했는데, 부분적으로는 마시가 라이벌 "헌커" 파벌과 관련되어 있었기 때문이었다. 포크는 마침내 워커를 재무장관으로 선택함으로써 밴 뷰런을 더욱 격분시켰고, 밴크로프트는 해군장관으로 다시 이동되었다.
멕시코-미국 전쟁 발발 후, 포크는 내각을 개편하여 밴크로프트를 주영 미국 대사로 파견하고, 메이슨을 원래 해군장관직으로 옮기고, 네이선 클리퍼드를 법무장관으로 성공적으로 지명했다.

### 목표
조지 밴크로프트가 수십 년 후에 전한 이야기에 따르면 포크는 그의 행정부를 위해 네 가지 명확한 목표를 설정했다.
- 독립 재무 시스템 재건
- 관세 인하
- 오리건 컨트리 일부 또는 전부 획득
- 멕시코로부터 캘리포니아주와 뉴멕시코주 획득

그의 국내 목표는 과거 민주당 정책과의 연속성을 나타냈지만, 포크의 외교 정책 목표를 성공적으로 완료하는 것은 1819년 애덤스-오니스 조약 이후 최초의 주요 미국 영토 획득을 의미할 것이다.

## 사법부 임명
1844년 헨리 볼드윈 대법관의 사망으로 대법원에 공석이 생겼고, 타일러가 그 자리를 채우지 못해 포크가 취임할 때 대법원 자리가 비어 있었다. 볼드윈의 자리를 채우려는 포크의 시도는 펜실베이니아 정치와 파벌 지도자들이 필라델피아 항구의 관세징수관이라는 수익성 있는 자리를 확보하려는 노력에 휘말렸다. 포크가 펜실베이니아 정치의 지뢰밭을 헤쳐나가려 할 때, 1845년 9월 조지프 스토리 대법관의 사망으로 대법원의 두 번째 자리가 비게 되었다. 그의 후임은 고향인 뉴잉글랜드 출신으로 예상되었다. 스토리의 사망이 상원이 회기 중이 아닐 때 발생했기 때문에 포크는 휴회 임명을 할 수 있었고, 뉴햄프셔의 레비 우드버리 상원의원을 선택했으며, 1845년 12월 상원이 재개되었을 때 상원은 우드버리의 임명을 승인했다. 포크의 볼드윈 자리 첫 지명자인 조지 W. 우드워드는 1846년 1월 상원에서 부결되었는데, 이는 주로 뷰캐넌과 펜실베이니아 상원의원 사이먼 캐머런의 반대 때문이었다.
결국 포크는 뷰캐넌에게 공석을 제안했지만, 뷰캐넌은 망설임 끝에 거절했다. 포크는 이후 로버트 쿠퍼 그리어를 지명했고, 그는 인준을 얻었다. 우드버리 대법관은 1851년 사망할 때까지 재직했지만, 그리어는 1870년까지 재직했다. 노예 제도 관련 사건인 드레드 스콧 대 샌드퍼드 (1857년)에서 그리어는 노예는 재산이며 소송을 제기할 수 없다는 동의 의견을 썼다.
포크는 8명의 다른 연방 판사를 임명했는데, 1명은 컬럼비아 특별구 순회법원, 7명은 다양한 미국 연방지방법원에 임명했다.

## 외교
포크의 외교 정책 주요 업적은 다음과 같다.
- 오리건 국경: 포크는 미국과 영국 간의 오리건 컨트리(현대 오리건, 워싱턴, 그리고 아이다호, 와이오밍, 몬태나 일부)를 둘러싼 오랜 분쟁을 성공적으로 해결했다. 외교 협상을 통해 워싱턴과 런던은 49도선을 경계선으로 합의하여 현재의 오리건과 워싱턴에 대한 미국의 통제권을 확보했다.
- 텍사스 합병: 포크 대통령은 1836년 멕시코로부터 독립한 텍사스의 합병을 강력히 지지했다. 그는 1845년 텍사스의 주 승격을 성공적으로 추진하여 미국의 영토를 확장하고 명백한 운명의 주요 목표를 달성했다.
- 멕시코에 대한 승리: 포크의 지휘 아래 미국군은 큰 패배 없이 일련의 군사적 승리를 거두었다. 이는 1848년 과달루페 이달고 조약으로 이어졌다. 이 조약은 캘리포니아, 네바다, 유타, 애리조나, 뉴멕시코, 그리고 콜로라도와 와이오밍 일부를 포함한 광대한 영토를 미국에 확보해 주었다. 텍사스와 캘리포니아 획득은 포크의 원래 목표였다.
- 관세 인하: 포크는 낮은 관세를 성공적으로 옹호했다. 포크의 재무장관 로버트 J. 워커의 이름을 딴 1846년 워커 관세는 수입 관세를 크게 인하했다. 이 정책 변화는 미국 소비자들이 지불하는 가격을 낮추는 것을 목표로 했다.

미국은 포크 대통령의 단일 임기 동안 다른 어떤 대통령의 행정부보다 더 많은 영토를 추가했다.

### 텍사스 합병

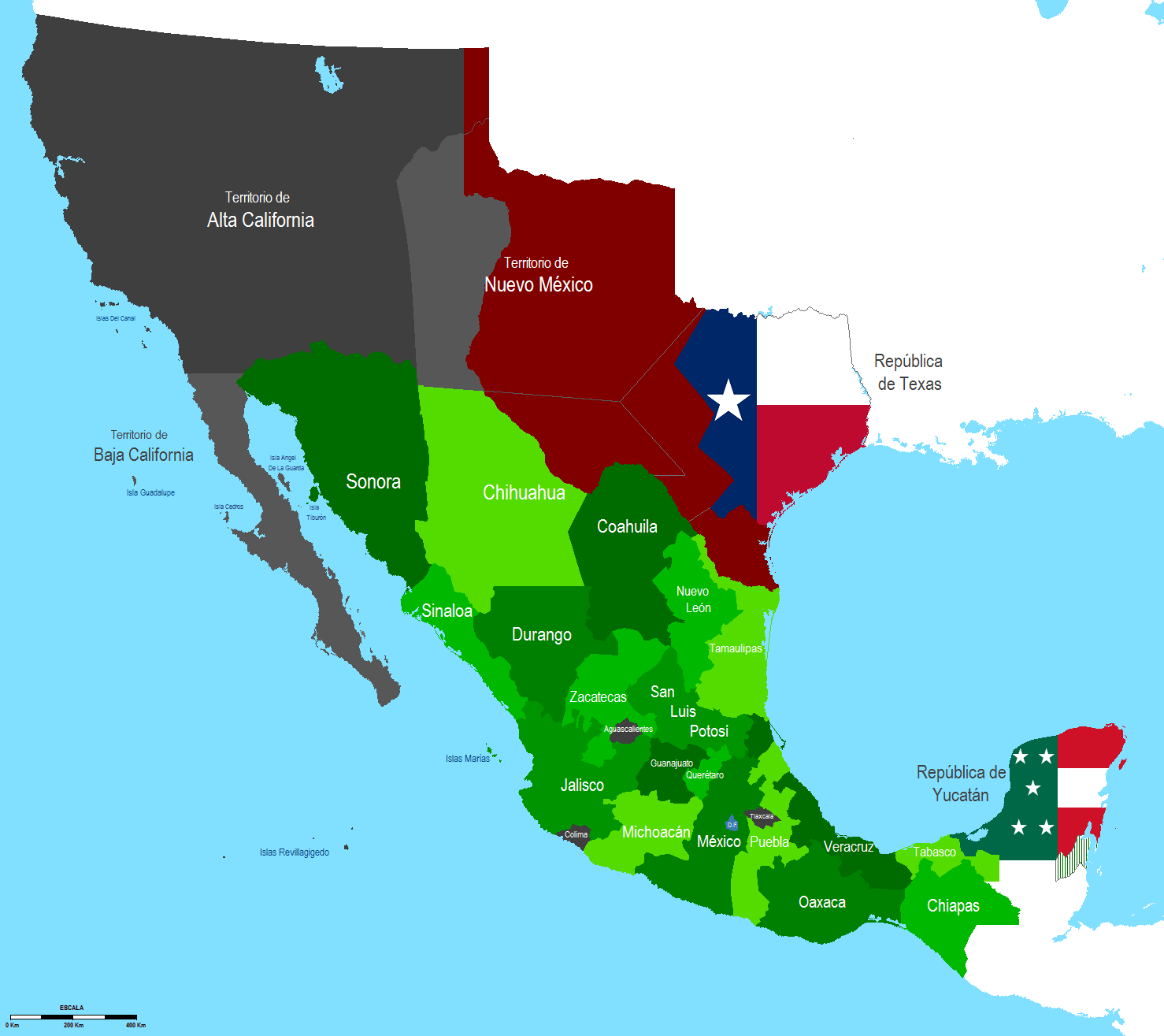
1845년 멕시코 지도. 텍사스 공화국, 유카탄 공화국, 그리고 멕시코와 텍사스 간의 분쟁 지역이 빨간색으로 표시되어 있다. 멕시코는 텍사스 전체를 소유한다고 주장했다.

텍사스 공화국은 1836년 텍사스 혁명 이후 멕시코로부터 독립을 얻었으며, 텍사스에 많은 미국인들이 정착했기 때문에 텍사스와 미국 양국 모두에서 텍사스의 미국 합병에 대한 강한 정서가 있었다. 1844년 선거 후 과도기 동안 타일러 대통령은 텍사스 합병을 완료하려고 노력했다. 3분의 2의 다수가 부족하여 공화국을 합병하려는 이전 조약은 상원에서 부결되었다. 타일러는 의회가 공동 결의를 통해 합병을 달성할 것을 제안했다. 노예제 확장에 대한 이견으로 인해 미주리 상원의원 벤턴과 국무장관 캘훈은 텍사스 합병의 최선의 방법에 대해 의견이 달랐고, 포크는 이 교착 상태를 타개하기 위한 협상에 참여했다. 포크의 도움으로 합병 결의안은 간신히 상원을 통과했다.
포크의 취임 이틀 전, 타일러는 예상치 못한 조치로 텍사스에 공식적인 합병 제안을 했다. 포크의 첫 주요 직무 결정은 의회 법률에 근거한 합병 제안을 전달하는 타일러의 텍사스 특사를 소환할지 여부였다. 특사를 소환하는 것이 포크의 권한 내에 있었지만, 그는 텍사스가 제안을 수락하기를 바라며 특사가 계속 진행하도록 허용하기로 결정했다. 포크는 또한 타이러 행정부가 제안한 조건으로 텍사스 지도자들이 합병을 수락하도록 설득하려고 노력했던 앤드루 잭슨 도넬슨을 유임시켰다. 텍사스에서 여론은 합병에 찬성했지만, 일부 텍사스 지도자들은 협상 여지가 거의 없고 연방 정부에 공공 토지를 넘겨주는 엄격한 합병 조건에 반대했다. 그럼에도 불구하고, 1845년 7월 오스틴에서 열린 회의에서 텍사스 합병이 비준되었다. 1845년 12월, 포크는 텍사스 합병 결의안에 서명했고, 텍사스는 연방의 28번째 주가 되었다. 텍사스 합병은 텍사스의 독립을 결코 인정하지 않았던 멕시코와의 긴장을 고조시킬 것이었다.

### 오리건 컨트리 분할

#### 배경

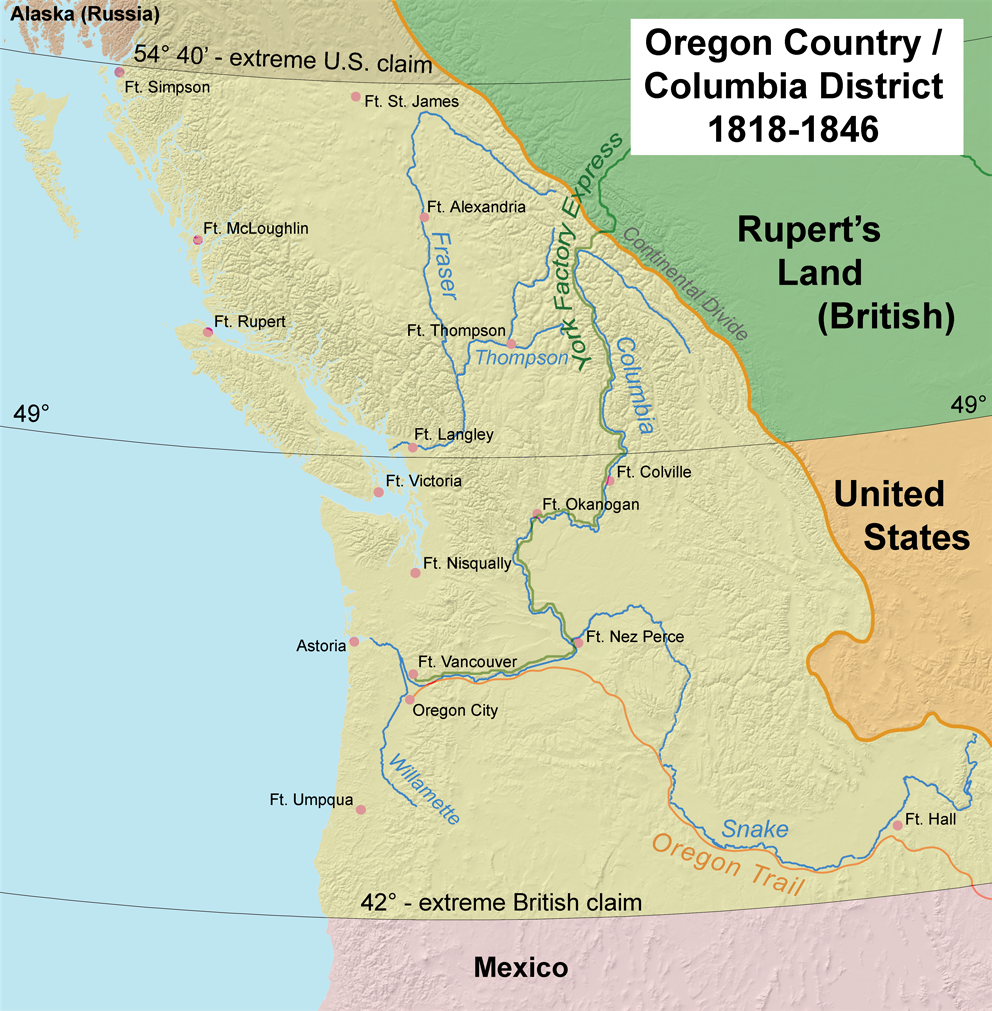
오리건 조약으로 미국과 영국이 북위 49도를 기준으로 분할한 오리건 컨트리 지도

1818년 조약 체결 이후, 대부분 미개척지였던 오리건 컨트리는 영국과 미국의 공동 점령 및 통제 하에 있었다. 이전 미국 행정부들은 이 지역을 49도선을 따라 분할할 것을 제안했지만, 이는 컬럼비아강을 따라 상업적 이익을 가지고 있던 영국에게는 받아들여지지 않았다. 영국이 선호하는 분할, 즉 퓨젓사운드만과 컬럼비아강 북쪽의 모든 토지를 영국에 할양하는 것은 포크에게는 받아들여지지 않았다. 타일러 대통령의 영국 주재 장관이었던 에드워드 에버렛은 비공식적으로 49도선을 기준으로 영토를 분할하고 전략적으로 중요한 밴쿠버섬을 영국에 할양할 것을 제안했다. 그러나 1844년 새로운 영국 장관 리처드 파켄햄이 워싱턴에 도착했을 때, 그는 많은 미국인들이 전체 영토를 원하고 있다는 것을 알게 되었다. 오리건은 1844년 선거에서 주요 쟁점이 아니었지만, 최근 오리건 컨트리로의 정착민 유입과 미국의 팽창주의 정신 고조로 인해 영국과의 조약 체결이 더욱 시급해졌다.

#### 분할
영국과 미국 모두 오리건 컨트리와 관련하여 만족스러운 타협을 모색했지만, 각국은 또한 이 영토를 북미의 지배적인 세력을 결정하는 데 큰 역할을 할 중요한 지정학적 자산으로 보았다. 취임 연설에서 포크는 이 땅에 대한 미국의 주장이 "분명하고 논란의 여지가 없다"고 선언하여, 포크가 전체 영토를 장악하려고 시도할 경우 영국 지도자들로부터 전쟁 위협을 받았다. 포크는 연설에서 민주당 강령이 요구하는 54도 40분 북위까지 확장되는 전체 영토에 대한 주장을 삼가했다. 포크의 강경한 수사에도 불구하고, 그는 영국과의 전쟁을 현명하지 않다고 보았고, 포크와 뷰캐넌은 영국과의 협상을 시작했다. 그의 전임자들처럼, 포크는 다시 49도선을 따라 분할할 것을 제안했지만, 파켄햄은 즉시 이를 거부했다. 뷰캐넌 국무장관은 멕시코와 영국과의 양면 전쟁을 우려했지만, 포크는 유리한 합의를 위해 양국과의 전쟁 위험을 감수할 의향이 있었다.
1845년 12월 의회에 보낸 연례 메시지에서 포크는 오리건 공동 점령을 종료하려는 의도를 영국에 1년 전에 통보(1818년 조약에서 요구됨)하는 것에 대한 승인을 요청했다. 그 메시지에서 그는 1823년 이후 처음으로 먼로 독트린을 인용하여 유럽 열강의 개입을 막으려는 미국의 의지를 나타냈다. 많은 논의 끝에 의회는 결국 1846년 4월에 이 결의안을 통과시켰고, 이 분쟁이 우호적으로 해결되기를 바랐다. 영국의 외무장관 애버딘 경은 파켄햄이 거부했던 제안에 대해 알게 되었을 때, 애버딘은 미국에 협상을 재개할 것을 요청했지만, 포크는 영국으로부터 제안이 나오지 않는 한 그렇게 할 의사가 없었다.
영국이 곡물법 폐지로 자유 무역으로 나아가면서, 애버딘에게는 먼 영토보다 미국과의 좋은 무역 관계가 더 중요했다. 1846년 2월, 포크는 뷰캐넌이 영국 주재 미국 대사 루이스 맥레인에게 포크 행정부가 49도선을 기준으로 한 영국 제안을 호의적으로 검토할 것이라고 알리도록 허용했다. 1846년 6월, 파켄햄은 포크 행정부에 제안을 제출했는데, 49도선을 경계선으로 하되, 영국은 밴쿠버섬 전체를 유지하고, 영국 신민에게는 1859년까지 컬럼비아강에서의 제한적인 항해권을 부여하는 내용이었다. 포크와 그의 내각 대부분은 이 제안을 받아들일 준비가 되어 있었지만, 뷰캐넌은 입장을 바꿔 미국이 오리건 영토 전체를 통제해야 한다고 주장했다.
뷰캐넌의 마지못한 승인을 얻은 후, 포크는 상원에 완전한 조약을 비준하기 위해 제출했다. 상원은 오리건 조약을 41대 14표로 비준했으며, 반대는 전체 영토를 원했던 사람들에게서 나왔다. 포크가 영국과의 전쟁 위험을 감수하려는 의지는 많은 사람들을 두렵게 했지만, 그의 강경한 협상 전술은 미국에게 영국으로부터 더 유화적인 대통령이 얻지 못했을 양보(특히 컬럼비아강과 관련하여)를 얻게 했을 수도 있다.

### 멕시코-미국 전쟁

#### 배경
미국은 멕시코 독립 전쟁 이후 멕시코의 독립을 인정한 첫 번째 국가였지만, 1830년대에 양국 관계는 악화되기 시작했다. 1830년대와 1840년대에 미국은 프랑스와 영국처럼 멕시코 시민과 당국이 저지른 다양한 행위(미국 선박 압류 포함)에 대해 멕시코와 배상 조약을 맺으려 했다. 포크의 대통령 재임 이전에 미국과 멕시코는 다양한 청구를 해결하기 위한 공동 위원회에 합의했지만, 많은 미국인들은 멕시코 정부가 청구 해결에 불성실하게 행동했다고 비난했다. 멕시코 입장에서는 미국이 멕시코 영토를 획득하려 한다고 믿었고, 많은 미국인들이 허위 또는 과장된 청구를 제기했다고 생각했다. 이미 불안정했던 멕시코-미국 관계는 멕시코가 여전히 텍사스를 공화국의 필수적인 부분으로 간주했기 때문에 텍사스 합병 가능성으로 인해 더욱 악화되었다. 또한, 텍사스는 리오그란데강 북쪽의 모든 땅에 대한 권리를 주장한 반면, 멕시코는 더 북쪽에 있는 뉴에이서스강이 텍사스의 정당한 국경이라고 주장했다. 미국은 멕시코보다 두 배 이상 많은 인구와 13배 더 큰 경제력을 가지고 있었지만, 멕시코는 전쟁을 의미하더라도 텍사스에 대한 주장을 포기할 준비가 되어 있지 않았다.
멕시코의 알타칼리포르니아주는 상당한 자치권을 누렸고, 중앙 정부는 그 방어를 소홀히 했다. 한 프랑스 외교관의 보고서에 따르면 "군함 한 척과 200명의 병력을 그곳으로 보내기로 선택하는 어떤 나라이든" 캘리포니아를 정복할 수 있다고 했다. 포크는 캘리포니아 획득에 큰 가치를 두었는데, 이는 새로운 정착지를 나타낼 뿐만 아니라 아시아 무역으로 가는 잠재적인 관문이 될 수 있었다. 그는 영국이나 다른 유럽 강대국이 멕시코의 손에 남아 있다면 결국 캘리포니아를 통제하게 될 것을 우려했다. 1845년 말, 포크는 외교관 존 슬라이델을 멕시코로 파견하여 리오그란데 국경에 대한 멕시코의 수락을 얻으려 했다. 슬라이델은 또한 캘리포니아를 2천만 달러에, 뉴멕시코를 5백만 달러에 구매할 권한을 부여받았다. 포크는 또한 아치볼드 H. 길레스피 중위를 캘리포니아로 보내 친미 반란을 선동하여 영토 합병을 정당화하는 데 사용할 수 있도록 명령했다.

#### 전쟁 발발
1845년 텍사스의 합병 비준 이후 멕시코인과 미국인 모두 전쟁이 일어날 가능성이 높다고 보았다. 포크는 잠재적인 전쟁에 대비하기 시작하며, 재커리 테일러 장군이 이끄는 군대를 텍사스로 파견했다. 테일러와 미국 해군 데이비드 코너 제독은 모두 전쟁을 유발하는 것을 피하라는 명령을 받았지만, 멕시코의 평화 위반에 대응할 권한을 부여받았다. 멕시코 대통령 호세 호아킨 데 에레라는 협상에 개방적이었지만, 슬라이델의 대사 자격은 멕시코 정부 위원회에 의해 거부되었다. 1845년 12월, 에레라 정부는 미국과의 협상 의지 때문에 주로 붕괴되었다. 멕시코 영토의 상당 부분을 매각할 가능성은 멕시코 엘리트와 일반 대중 모두에게 분노를 불러일으켰다.
불안정한 멕시코 정부와의 성공적인 협상이 불가능해 보이자, 마시 육군 장관은 테일러 장군에게 리오그란데강으로 진격하라고 명령했다. 포크는 망명 중이던 멕시코 장군 안토니오 로페스 데 산타 아나가 이끄는 잠재적인 새 정부를 지원할 준비를 시작했으며, 산타 아나가 캘리포니아 일부를 매각하기를 바랐다. 포크는 산타 아나의 동료인 알레한드로 아토차로부터 전쟁 위협만이 멕시코 정부가 멕시코 일부를 매각할 여지를 줄 것이라는 조언을 받았다. 1846년 3월, 슬라이델은 멕시코 정부가 그의 정식 접견 요구를 거부하자 마침내 멕시코를 떠났다. 슬라이델은 1846년 5월 워싱턴으로 돌아와 멕시코 정부와의 협상이 성공할 가능성이 낮다는 의견을 밝혔다. 포크는 자신의 외교관에 대한 대우를 모욕이자 "충분한 전쟁 사유"로 간주하고, 의회에 전쟁 선포를 요청할 준비를 했다.
한편, 1846년 3월 말, 테일러 장군은 리오그란데 강에 도달하여 그의 군대는 마타모로스 강 건너편에 진을 쳤다. 4월, 멕시코 장군 페드로 데 암푸디아가 테일러에게 뉴에이서스 강으로 돌아갈 것을 요구하자, 테일러는 마타모로스 봉쇄를 시작했다. 리오그란데 강 북쪽에서 발생한 소규모 교전으로 수십 명의 미군 병사들이 사망하거나 포로로 잡혔고, 이는 손튼 사건으로 알려지게 되었다. 행정부가 전쟁 선포를 요청하는 과정에 있던 중, 포크는 리오그란데에서 적대 행위가 발생했다는 소식을 받았다. 의회에 보낸 메시지에서 포크는 테일러를 리오그란데로 보낸 결정을 설명하고, 멕시코가 강을 건너 미국 영토를 침범했다고 밝혔다. 포크는 이미 전쟁 상태가 존재한다고 주장하며, 의회에 전쟁을 종식시킬 권한을 부여해 줄 것을 요청했다. 포크의 메시지는 전쟁을 오랫동안 미국을 괴롭혀 온 이웃 국가에 대한 정당하고 필요한 방어로 보이도록 구성되었다. 메시지에서 포크는 슬라이델이 텍사스 합병 승인을 협상하기 위해 멕시코에 갔다고 언급했지만, 캘리포니아 매입도 시도했다는 점은 언급하지 않았다.
에이브러햄 링컨과 같은 일부 휘그당원들은 포크의 사건 버전에 이의를 제기했다. 한 휘그당 하원의원은 "누에이서스 강이 텍사스의 진정한 서부 경계이다. 이 전쟁을 시작한 것은 바로 우리 대통령이다. 그는 수개월 동안 이 전쟁을 수행해 왔다"고 선언했다. 그럼에도 불구하고, 하원은 대통령에게 5만 명의 자원병을 소집할 권한을 부여하는 결의안을 압도적으로 승인했다. 상원에서는 캘훈이 이끄는 전쟁 반대자들이 포크의 사건 버전에 의문을 제기했지만, 하원 결의안은 40대 2표로 상원을 통과했으며, 이는 멕시코-미국 전쟁의 시작을 알렸다. 멕시코와의 전쟁의 현명함에 대해 회의적이었던 많은 의원들은 공개적으로 전쟁에 반대하는 것이 정치적 비용을 치르게 할 것을 두려워했다.

#### 초기 전쟁
| 분쟁 지역 미국 영토, 1848년 | 과달루페 이달고 조약 후 멕시코가 유지한 영토 과달루페 이달고 조약으로 멕시코가 잃은 영토 |

전쟁 개요 지도. 범례:
분쟁 지역
미국 영토, 1848년
과달루페 이달고 조약 후 멕시코가 유지한 영토
과달루페 이달고 조약으로 멕시코가 잃은 영토

1846년 5월, 테일러는 전쟁의 첫 주요 전투인 팔로 알토 전투에서 미군을 이끌었지만 결정적인 승리는 거두지 못했다. 다음 날, 테일러는 레사카 데 라 팔마 전투에서 군대를 승리로 이끌며 멕시코의 미국 침입 가능성을 제거했다. 테일러의 부대는 누에보레온주의 수도였던 몬테레이 남쪽으로 이동했다. 1846년 9월 몬테레이 전투에서 테일러는 암푸디아가 이끄는 멕시코군을 물리쳤지만, 암푸디아군이 철수하도록 허용하여 포크를 당혹하게 했다.
한편, 전쟁 발발 당시 육군 유일한 소장이었던 윈필드 스콧은 전쟁 최고 사령관 직책을 제안받았다. 포크, 마시 전쟁장관, 스콧은 미국이 멕시코 북부를 점령하고 유리한 평화 협상을 추구하는 전략에 합의했다. 그러나 포크와 스콧은 관계 초기부터 상호 불신을 겪었는데, 부분적으로는 스콧의 휘그당 소속과 앤드루 잭슨과의 이전 경쟁 때문이었다. 또한 포크는 휘그당원과 민주당원 모두가 전쟁에서 중요한 직책을 맡도록 보장하려 했고, 스콧이 다른 의견을 제시하자 불쾌해했다. 스콧은 또한 장군 수를 늘리려는 포크의 노력에 반대하여 포크를 화나게 했다. 스콧에게서 소외된 포크는 스콧에게 워싱턴에 남아 있도록 명령하고, 테일러에게 멕시코 작전 지휘권을 맡겼다. 포크는 또한 코너 제독에게 산타 아나가 망명지에서 멕시코로 돌아오도록 허용하라고 명령했고, 스티븐 W. 카니가 이끄는 육군 원정대를 산타페로 보냈다.
테일러가 동부에서 멕시코군과 싸우는 동안, 미군은 캘리포니아와 뉴멕시코를 장악했다. 육군 대위 존 C. 프리몬트는 북부 캘리포니아에서 정착민들을 이끌고 소노마의 멕시코 수비대를 공격하여 베어 플래그 반란을 시작했다. 1846년 8월, 카니가 이끄는 미군은 뉴멕시코주의 수도 산타페를 점령했다. 멕시코 주지사 마누엘 아르미호가 도에서 도피했기 때문에 그는 단 한 발의 총성도 없이 산타페를 점령했다. 뉴멕시코에 임시 정부를 수립한 후, 카니는 캘리포니아 정복을 돕기 위해 서쪽으로 병력을 이끌었다. 카니가 떠난 후, 멕시코인과 푸에블로족은 타오스 반란에서 임시 정부에 반란을 일으켰지만, 미군은 이 봉기를 진압했다. 카니가 산타페를 점령할 무렵, 로버트 F. 스톡턴 제독은 로스앤젤레스에 상륙하여 캘리포니아 점령을 선언했다. 캘리포니아인들은 미군 점령에 맞서 반란을 일으켰지만, 스톡턴과 카니는 라 메사 전투에서 승리하여 반란을 진압했다. 전투 후, 카니와 프리몬트는 캘리포니아 정부 수립을 두고 분쟁에 휘말렸다. 프리몬트와 카니 간의 논쟁은 포크와 프리몬트의 장인인 강력한 미주리 상원의원 토머스 하트 벤턴 간의 단절로 이어졌다.

#### 점증하는 국내 저항
1845년 이후 전쟁에 대한 휘그당의 반대가 커졌고, 일부 민주당원들은 초기 열정을 잃었다. 1846년 8월, 포크는 멕시코와의 조약에서 캘리포니아 구매의 계약금으로 사용할 수 있도록 200만 달러를 의회에 할당해 줄 것을 요청했다. 포크의 요청은 전쟁에 대한 반대를 촉발했는데, 포크는 이전에 멕시코 일부(텍사스가 주장했던 땅 외에)를 합병하려는 자신의 바람을 공개한 적이 없었기 때문이었다. 펜실베이니아의 신인 민주당 하원의원 데이비드 윌멋은 새로 획득한 영토에서 노예 제도를 금지하는 윌못 조항으로 알려진 수정안을 제안했다. 윌못 조항을 포함한 세출 법안은 북부 휘그당과 북부 민주당의 지지로 하원을 통과하여 의회 투표에서 일반적인 당파적 분열 양상을 깨뜨렸다. 윌못 자신은 반노예제 입장을 취했지만, 많은 친노예제 북부 민주당원들은 포크가 남부 편향적이라고 인식된 데 대한 분노로 법안에 찬성했다. 오리건 분할, 관세 논쟁, 밴 뷰런의 포크에 대한 반감 등이 북부의 분노에 기여했다. 노예 제도 금지를 포함한 세출 법안은 상원에서 부결되었지만, 윌못 조항은 노예 제도를 둘러싼 논쟁을 국내 정치로 끌어들였다.
포크의 민주당은 전쟁에 대한 저항과 노예 제도 문제의 확산으로 인해 대가를 치르게 될 것이며, 1846년 선거에서 민주당은 하원 통제권을 잃었다. 그러나 1847년 초, 포크는 추가 연대를 창설하는 법안을 통과시키는 데 성공했으며, 또한 캘리포니아 구매에 사용하고자 했던 돈에 대한 승인도 마침내 얻어냈다.

#### 후기 전쟁
산타 아나는 1846년 9월 멕시코시티로 돌아와 미국인들과 싸우겠다고 선언했다. 이제 산타 아나의 이중성이 분명해지고 멕시코인들이 그의 평화 제안을 거절하자, 포크는 멕시코의 가장 중요한 멕시코만 항구인 베라크루스에 대한 미국의 상륙을 명령했다. 험준한 지형 때문에 몬테레이에서 멕시코시티로 행진하는 것이 불가능했기 때문에, 포크는 베라크루스에 병력을 상륙시킨 다음 멕시코시티로 진격하기로 결정했다. 테일러는 몬테레이 근처에 머물도록 명령받았고, 포크는 마지못해 윈필드 스콧을 베라크루스 공격의 지휘관으로 선택했다. 포크는 스콧을 계속 불신했지만, 마시와 다른 내각 구성원들은 포크에게 육군 최고위 장군을 지휘관으로 선택하도록 설득했다.
1847년 3월, 포크는 테일러가 명령을 무시하고 남쪽으로 계속 진격하여 멕시코 북부 도시 살티요를 점령했다는 것을 알게 되었다. 테일러의 군대는 1847년 2월 부에나 비스타 전투에서 산타 아나가 이끄는 더 큰 멕시코군을 격퇴했다. 테일러는 전투 결과로 찬사를 받았지만, 전장은 여전히 결정적이지 않았다. 산타 아나의 군대를 추격하는 대신, 테일러는 몬테레이로 후퇴했다. 한편, 스콧은 베라크루스에 상륙하여 도시를 신속하게 장악했다. 베라크루스를 점령한 후, 포크는 뷰캐넌의 수석 서기인 니콜라스 트리스를 멕시코 지도자들과 평화 조약을 협상하기 위해 파견했다. 트리스는 알타 캘리포니아, 뉴멕시코, 바하칼리포르니아의 할양, 리오그란데를 텍사스의 남쪽 국경으로 인정하는 것, 그리고 테우안테펙 지협을 가로지르는 미국의 접근권을 확보하도록 명령받았다.
1847년 4월, 스콧은 세로 고르도 전투에서 산타 아나가 이끄는 멕시코군을 격파하고 멕시코시티로의 진격을 위한 길을 열었다. 8월, 스콧은 콘트레라스 전투와 추루부스코 전투에서 다시 산타 아나를 격파했다. 더 큰 병력에 대한 이러한 승리로, 스콧의 군대는 멕시코의 수도를 포위할 위치에 놓였다. 산타 아나는 스콧과 휴전을 협상했고, 멕시코 외무장관은 트리스에게 전쟁 종결 협상을 시작할 준비가 되었다고 통보했다. 그러나 멕시코와 미국 대표단은 조건에 대해 여전히 큰 차이를 보였다. 멕시코는 알타 캘리포니아 일부만 양보할 의향이 있었고, 리오그란데 국경에는 여전히 동의하지 않았다. 협상이 계속되는 동안, 스콧은 멕시코시티 전투에서 멕시코 수도를 점령했다.
미국에서는 헨리 클레이와 같은 휘그당원들이 미국이 텍사스 국경 문제만 해결해야 한다고 주장하고, 일부 팽창주의자들은 멕시코 전체의 합병을 주장하는 등, 멕시코의 어느 정도를 합병해야 하는지에 대한 열띤 정치적 논쟁이 불거졌다. 협상 진전 부족에 좌절하고, 트리스가 리오그란데 국경에 대해 협상할 의향이 있다는 소문에 동요한 포크는 트리스에게 워싱턴으로 돌아오라고 명령했다. 포크는 멕시코의 많은 부분을 점령하고 멕시코의 평화 제안을 기다리기로 결정했다. 1847년 말, 포크는 스콧이 포크의 가까운 동맹인 기디언 존슨 필로우를 군사재판에 회부했다는 것을 알게 되었다. 이 사건에 격분한 포크는 스콧에게 워싱턴으로 돌아오라고 요구했고, 윌리엄 올랜도 버틀러가 그의 후임으로 지명되었다.

#### 평화: 과달루페 이달고 조약

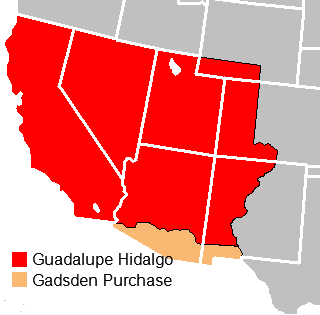
과달루페 이달고 조약을 통해 획득한 멕시코 할양지(빨간색). 개즈던 매입(주황색)은 포크 퇴임 후 구매를 통해 획득했다.

1847년 9월, 마누엘 데 라 페냐 이 페냐가 산타 아나를 대신하여 멕시코 대통령이 되었고, 페냐와 그의 모데라도(Moderado) 동맹들은 포크가 트리스에게 전달했던 조건에 따라 협상할 의지를 보였다. 1847년 11월, 트리스는 워싱턴으로 돌아오라는 포크의 명령을 받았다. 망설인 끝에, 그리고 스콧과 멕시코 정부(포크가 트리스의 소환을 명령했음을 인지하고 있던)의 지지를 얻어 트리스는 멕시코 정부와 협상에 들어가기로 결정했다. 포크가 그를 대체할 특사를 보낼 계획이 없었기 때문에 트리스는 유리한 조건으로 전쟁을 끝낼 기회를 놓칠 수 없다고 생각했다. 포크는 트리스의 결정에 격분했지만, 트리스에게 조약을 협상할 시간을 주기로 결정했다.
1848년 1월 내내 트리스는 멕시코시티 북쪽의 작은 마을 과달루페 이달고에서 멕시코 관리들과 정기적으로 만났다. 트리스는 멕시코가 바하 캘리포니아를 유지하도록 허용할 의향이 있었지만, 상위 캘리포니아 할양에 중요한 샌디에고 항구를 포함시키기 위해 성공적으로 협상했다. 멕시코 대표단은 리오그란데 국경을 인정하는 데 동의했고, 트리스는 미국이 멕시코 정부에 대한 이전 미국 청구를 보상하는 데 동의했다. 양측은 또한 합병된 영토의 멕시코인들이 떠나거나 미국 시민이 될 권리, 국경을 넘는 인디언 습격을 막는 미국의 책임, 교회 재산 보호, 그리고 멕시코에 대한 1,500만 달러 지급에 합의했다. 1848년 2월 2일, 트리스와 멕시코 대표단은 과달루페 이달고 조약에 서명했다.
포크는 2월 19일에 문서를 받았고, 20일에 내각 회의를 마친 후, 조약을 받아들일 수밖에 없다고 결정했다. 그가 거절한다면, 당시 하원은 휘그당이 통제하고 있었으므로 전쟁을 계속할 자금을 의회가 승인할 것이라는 보장이 없었다. 뷰캐넌과 워커는 더 많은 멕시코 영토를 원했기 때문에 반대했다. 일부 상원의원들은 멕시코 영토를 전혀 취하고 싶지 않았기 때문에 조약에 반대했고, 다른 상원의원들은 트리스의 협상 과정이 불규칙했기 때문에 망설였다. 포크는 상원이 조약을 심의하는 동안 2주 동안 불안하게 기다렸고, 때로는 조약이 부결될 가능성이 높다는 소식을 듣거나 뷰캐넌과 워커가 조약에 반대하고 있다는 소식을 듣기도 했다. 3월 10일, 상원은 당파와 지리적 선을 가로질러 38대 14표로 조약을 비준했다. 상원은 조약에 일부 수정 사항을 가했으며, 포크는 멕시코 정부가 새로운 조건을 거부할까봐 걱정했다. 그러한 두려움에도 불구하고, 6월 7일 포크는 멕시코가 조약을 비준했다는 것을 알게 되었다. 포크는 1848년 7월 4일부로 조약이 발효되었음을 선언하며 전쟁을 종결시켰다.
멕시코 할양지는 미국에 60만 평방 마일의 영토를 추가했으며, 긴 태평양 해안선을 포함했다. 이 조약은 또한 텍사스의 합병을 인정하고 뉴에이서스강과 리오그란데강 사이의 분쟁 지역에 대한 미국의 통제권을 확인했다. 멕시코는 그 대가로 1,500만 달러를 받았다. 전쟁은 거의 14,000명의 미국인과 25,000명의 멕시코인의 목숨을 앗아갔으며, 미국에 약 1억 달러의 비용을 초래했다. 1853년 개즈던 매입으로 획득한 영토를 제외하고, 포크 행정부 하의 영토 획득은 미국 본토의 현대적인 국경을 확립했다.

#### 새 영토 통치

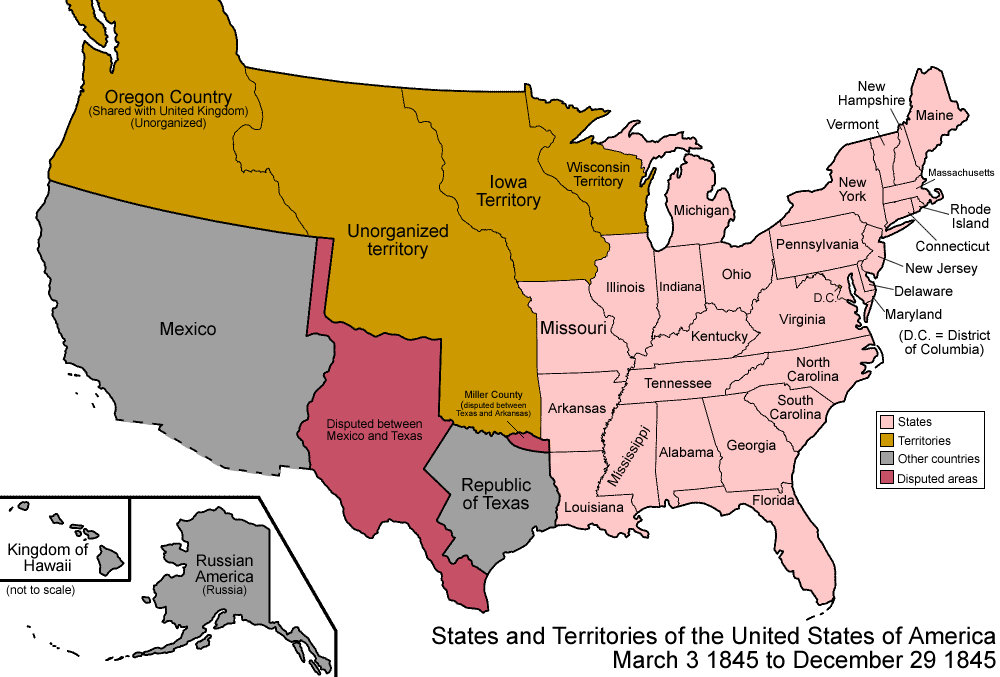
포크가 취임했을 때의 미국 주와 영토

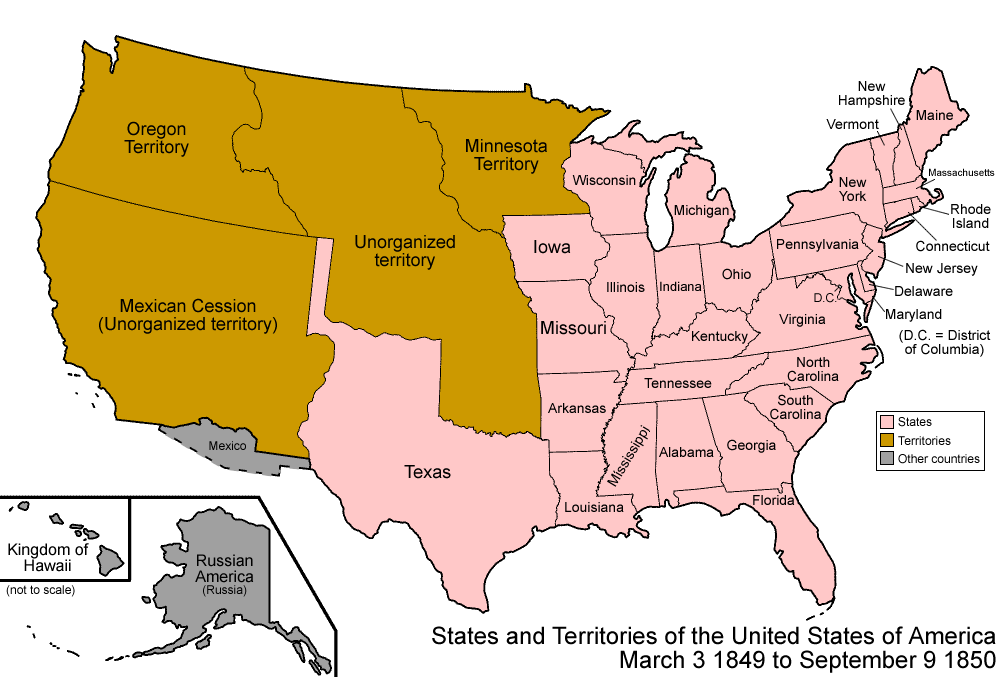
포크가 퇴임했을 때의 미국 주와 영토

포크는 1846년 조약이 발효되자마자 오리건에 대한 준주 정부를 수립하기를 열망했지만, 이 문제는 노예 제도에 대한 논쟁에 휘말렸다. 오리건에는 노예 제도가 적합하지 않다고 생각하는 사람이 거의 없었음에도 말이다. 오리건 준주 정부를 수립하는 법안은 노예 제도를 금지하는 수정안이 추가된 후 하원을 통과했지만, 상원에서 반대자들이 의회 회기 시간을 소진시켜 법안은 무산되었다. 부활된 법안은 여전히 노예 제도를 금지하며 1847년 1월 하원을 다시 통과했지만, 3월 의회가 휴회하기 전까지 상원에서 심의되지 않았다. 12월에 의회가 다시 모였을 때, 캘리포니아와 뉴멕시코는 이미 미국의 수중에 있었고, 포크는 연례 메시지에서 캘리포니아, 뉴멕시코, 오리건에 준주 정부를 수립할 것을 촉구했다. 미주리 타협은 루이지애나 매입 영토 내 노예 제도의 지리적 범위를 북위 36°30′선 이북의 주에서 노예 제도를 금지함으로써 해결했다. 포크는 이 선을 새로 획득한 영토로 확장하려고 했다. 만약 태평양까지 확장된다면, 이는 북부 캘리포니아에서는 노예 제도를 불법으로 만들겠지만, 남부 캘리포니아에서는 허용할 것이었다. 확장을 달성하기 위한 계획은 북부 민주당원과 휘그당원의 초당적 연합에 의해 하원에서 부결되었다. 1848년 선거 전 마지막 의회 회기가 끝나갈 무렵, 포크는 의회에서 통과된 유일한 준주 법안에 서명했는데, 이는 오리건 준주를 수립하고 그곳에서 노예 제도를 금지하는 것이었다.
1848년 12월 의회가 다시 소집되었을 때, 포크는 다시 캘리포니아와 뉴멕시코에 준주 정부를 수립할 것을 촉구했으며, 이는 캘리포니아 골드 러시의 시작으로 인해 특히 시급한 과제가 되었다. 그러나 노예 제도라는 분열적인 쟁점은 그러한 입법을 막았다. 포크는 멕시코 법이 남서부 영토에 적용되도록 하는 준주 법안에 대해 거부권을 행사할 것이라고 분명히 밝혔는데, 의회는 이를 다른 형태의 윌못 조항으로 간주했다. 이 영토 문제가 해결된 것은 1850년 타협이 이루어진 후에야 가능했다.

### 기타 정책들

#### 파나마
포크의 누에바그라나다 공화국 대사 벤저민 올든 비들랙은 1846년 누에바그라나다 정부와 말라리노-비들랙 조약을 협상했다. 비들랙은 처음에는 미국 상품에 대한 관세 철폐만을 추구했지만, 비들랙과 누에바그라나다 외무장관 마누엘 마리아 말라리노는 양국 간의 군사 및 무역 관계를 심화시키는 더 광범위한 협정에 합의했다. 이 조약은 또한 파나마 철도 건설을 허용했다. 느린 육로 이동 시대에 이 조약은 미국이 동부와 서부 해안 사이를 더 빠르게 이동할 수 있는 경로를 제공했다. 그 대가로 비들랙은 미국이 파나마 지협에 대한 누에바그라나다의 주권을 보장하는 데 동의했다. 이 조약은 1848년 양국에서 비준되었다. 이 협정은 포크 행정부가 영국이 중앙아메리카를 지배하지 않도록 하려 했기 때문에 이 지역에서 미국의 영향력을 강화하는 데 도움이 되었다. 미국은 말라리노-비들랙 조약을 파나마에 대한 수많은 군사 개입의 정당화로 사용할 것이었다.

#### 쿠바
1848년 중반, 포크 대통령은 스페인 주재 대사 로물루스 미첼 손더스에게 쿠바 구매를 협상하고 스페인에 최대 1억 달러를 제안할 권한을 부여했는데 이는 당시 한 영토에 대한 경이로운 금액으로, 오늘날 가치로 $29.9억에 해당한다. 쿠바는 미국과 가깝고 노예 제도가 있었기 때문에 이 아이디어는 남부인들에게는 매력적이었지만 북부에서는 환영받지 못했다. 그러나 스페인은 쿠바에서 여전히 막대한 이익을 얻고 있었고(특히 설탕, 당밀, 럼, 담배에서), 따라서 스페인 정부는 손더스의 제안을 거부했다. 포크는 쿠바를 획득하는 것을 열망했지만, 쿠바를 침공하고 합병하려 했던 나르시소 로페스의 필리부스테로 원정 제안을 지지하는 것을 거부했다.

## 국내 문제

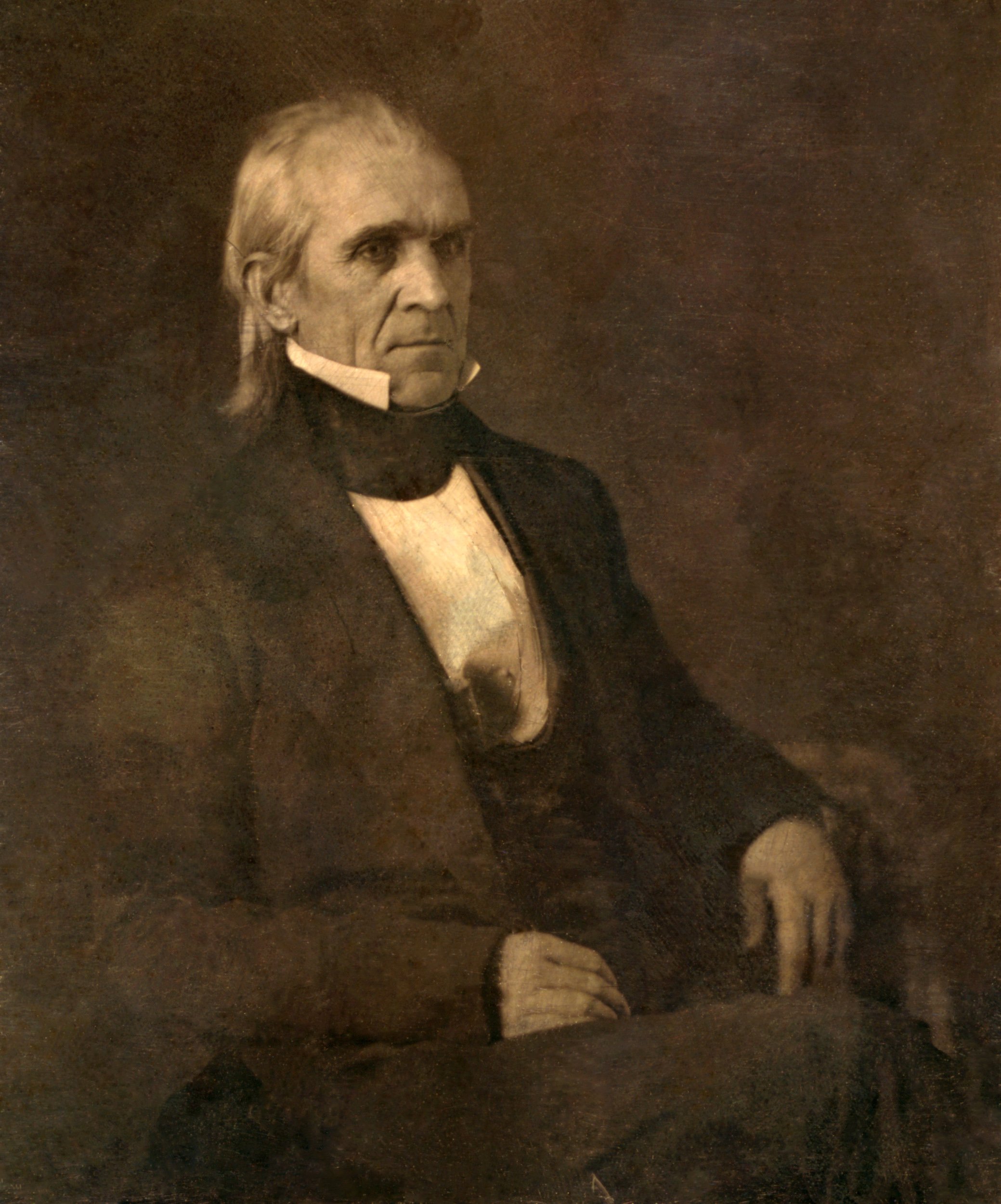
포크 (1849)

### 관세 인하
1842년 관세법은 비교적 높은 관세율을 설정했고, 포크는 관세율 인하를 국내 정책의 최우선 과제로 삼았다. 1844년 선거 운동 중 북부 표를 얻기 위해 관세에 대해 양면적인 입장을 취했지만, 포크는 오랫동안 높은 관세에 반대해 왔다. 많은 미국인들, 특히 북부에서는 국내 제조업을 외국 경쟁으로부터 보호하는 수단으로 높은 관세를 선호했다. 포크는 보호 관세가 다른 경제 활동에 불공평하다고 믿었으며, 연방 정부 자금 조달에 필요한 최소 수준으로 관세율을 인하하는 것을 선호했다. 취임하자마자 포크는 재무장관 워커에게 관세율을 낮출 법안을 작성하도록 지시했다. 외교 정책 및 기타 문제로 인해 의회와 행정부가 1845년과 1846년 초에 관세 인하에 집중하지 못했지만, 워커는 제임스 아이버 맥케이 하원의원과 협력하여 관세 인하 법안을 개발했다. 1846년 4월, 맥케이는 하원 세입세출위원회에서 본회의 심의를 위해 법안을 보고했다.
양측의 치열한 로비 끝에 법안은 7월 3일 하원을 통과했으며, 찬성표의 대부분은 민주당원에서 나왔다. 심의는 상원으로 넘어갔고, 포크는 흔들리는 상원의원들을 집중적으로 로비하여 법안 통과를 확보했다. 부통령 댈러스가 동점표를 깨뜨려야 했던 접전 끝에, 상원은 1846년 7월 관세 법안을 승인했다. 보호무역주의 성향의 펜실베이니아 출신인 댈러스는 행정부를 지지하는 것이 자신의 정치적 전망에 가장 좋다고 판단하여 법안에 찬성표를 던졌다. 의회에서 법안이 통과된 후, 포크는 워커 관세법에 서명하여 1842년 관세법에 의해 설정된 세율을 대폭 인하했다. 워커 관세는 1857년 관세법이 통과될 때까지 유지되었으며, 19세기 다른 어떤 관세 조치보다 오랫동안 효력을 유지했다. 미국 관세 인하와 영국 곡물법 폐지는 영미 무역의 호황으로 이어졌고, 국제 무역 성장 덕분에 1840년대 후반 경제는 강력한 성장기를 맞이했다.

### 은행 정책
취임 연설에서 포크는 의회에 정부 자금이 은행이나 다른 금융 기관이 아닌 국고에 보관되는 독립 재무 시스템을 재설립할 것을 촉구했다. 이 시스템 하에서 정부는 연방 자금을 재무부 건물 및 기타 정부 건물 금고에 보관하고, 이 자금은 정부 자금 조달에 사용될 때까지 그곳에 보관된다. 밴 뷰런 대통령은 이전에 독립 재무 시스템을 설립했지만, 타일러 행정부 동안 폐지되었다. 포크가 취임했을 때의 현상 유지 하에서는 정부가 자금을 주립 은행에 예치했고, 이 은행들은 이 자금을 일반적인 은행 업무에 사용할 수 있었다. 포크는 이러한 정책이 인플레이션을 초래한다고 믿었으며, 정부가 은행 업무에 관여하는 것에 철학적으로 반대했다. 휘그당은 1836년 미국 제2은행의 인가 만료 이후 새로운 국립은행을 설립하기를 원했지만, 그들의 노력은 타일러 대통령에 의해 거부되었고, 포크는 국립은행 재설립에 강력히 반대했다. 1846년 4월, 하원은 당론 투표로 포크의 독립 재무 법안을 승인했다. 상원 재정위원회 위원장인 딕슨 루이스 상원의원의 개인적인 지지를 얻은 후, 포크는 독립 재무법을 상원에서 통과시킬 수 있었고, 1846년 8월 6일 법안에 서명했다. 이 시스템은 1913년 연방준비법이 통과될 때까지 유지되었다.

### 내부 개선 법안에 대한 반대
포크 대통령 재임 기간 동안 의회는 도로, 운하, 항만과 같은 내부 개선에 대한 연방 자금 지원을 제공하는 법안을 통과시켰다. 그러한 자금 지원을 지지하는 사람들, 그 중 많은 수가 휘그당원이었는데, 내부 개선이 경제 발전과 서부 정착에 도움이 된다고 믿었다. 관세 및 통화 정책과는 달리, 연방 기금으로 지원되는 내부 개선에 대한 지지는 민주당을 분열시켰고, 민주당원과 휘그당원의 연합은 포크의 반대에도 불구하고 내부 개선 법안을 통과시켰다. 포크는 내부 개선을 주정부의 문제로 간주했으며, 연방 내부 개선 법안의 통과가 의원들로 하여금 자신의 지역구를 위한 특혜를 얻기 위해 경쟁하도록 부추길 것을 우려했다. 포크는 연방 자원에 대한 그러한 경쟁이 공화국의 미덕을 훼손한다고 생각했다. 의회가 1846년 항만 시설 개선을 위해 50만 달러를 제공하는 하천 및 항만 법안을 통과시켰을 때, 포크는 이에 대해 거부권을 행사했다. 포크는 이 법안이 특정 지역, 특히 외국 무역이 없는 항구를 불공평하게 우대하기 때문에 위헌이라고 믿었다. 이 점에서 그는 1830년 유사한 이유로 메이즈빌 도로 법안에 거부권을 행사했던 그의 영웅 잭슨을 따랐다. 1847년, 포크는 또 다른 내부 개선 법안에 대해 보류거부권을 행사했고, 그의 대통령 재임 기간 동안 의회는 유사한 법안을 통과시키지 못했다.

### 기타 국내 문제

#### 노예 제도
잭슨과 마찬가지로 포크는 노예 제도를 영토 확장과 경제 정책과 같은 다른 문제에 비해 부차적인 문제로 보았다. 그러나 1840년대에는 노예 제도가 점점 더 양극화되는 문제였고, 포크의 팽창 정책은 그 분열성을 증대시켰다. 그의 재임 기간 동안 많은 노예 폐지론자들은 그를 "노예 권력"의 도구로 가혹하게 비판했으며, 그가 노예 제도를 새로운 영토로 확장하기 위해 서부 확장을 지지했다고 주장했다. 포크는 북부와 남부 지도자들이 노예 제도를 정치적 이득을 위해 이용하려 한다고 비난했다. 영토 내 노예 제도를 둘러싼 분열적인 논쟁은 자유토지당의 창설로 이어졌는데, 이는 노예 제도에 반대하는(하지만 노예 폐지론자는 아닌) 정당으로, 민주당원, 휘그당원, 자유당원들을 끌어모았다.

#### 캘리포니아 골드 러시와 1849년 주화법

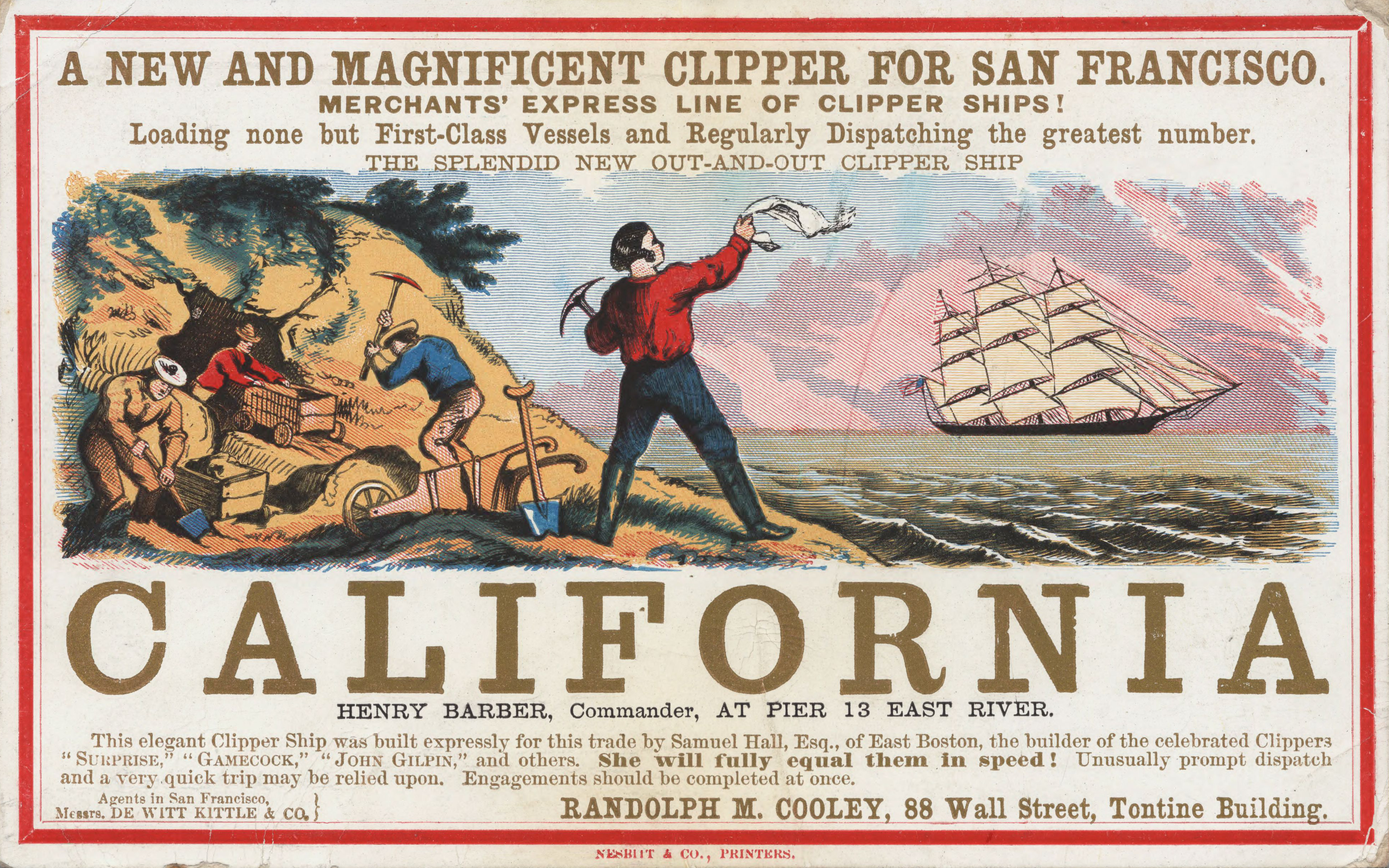
캘리포니아 골드 러시는 포크 재임 중에 시작되었다.

캘리포니아에서 금이 발견되었다는 확실한 소식은 1848년 선거 이후에야 워싱턴에 도착했으며, 그 무렵 포크는 레임덕 상태였다. 포크는 금 발견에 기뻐하며 이를 자신의 팽창주의 입장에 대한 입증으로 보았고, 그해 12월 의회에 보낸 마지막 연례 메시지에서 여러 번 이 발견에 대해 언급했다. 그 직후, 캘리포니아 금의 실제 샘플이 도착했고, 포크는 이 주제에 대한 특별 메시지를 의회에 보냈다. 이 메시지는 덜 확실한 보고서를 확인시켜 주었으며, 미국 내외에서 수많은 사람들이 캘리포니아로 이동하게 하여 캘리포니아 골드 러시를 촉발시키는 데 기여했다. 캘리포니아 골드 러시는 엄청난 양의 금을 미국 경제에 유입시켜 장기간의 금 주화 부족을 완화하는 데 도움이 되었다. 이 금 덕분에 휘그당은 포크가 퇴임한 후 국립은행 부활에 대한 대중의 열정을 불러일으킬 수 없었다.
골드 러시에 대응하여 하원은 두 가지 새로운 금화 단위, 즉 금 달러와 20달러 또는 더블 이글 금화의 주조를 허용하는 1849년 주화법을 도입했다. 이 법안은 또한 미국 금화에서 허용되는 분산도를 정의했다. 이 법안은 1849년 3월 3일에 승인되었고, 포크는 같은 날 서명했는데, 이는 그의 대통령으로서의 마지막 행위 중 하나였다. 이 법안은 네 개의 조항으로 구성되어 있다.

#### 내무부
포크의 마지막 대통령 직무 중 하나는 미국 내무부를 창설하는 법안에 서명한 것이었다(1849년 3월 3일). 이는 공화국 초창기 이후 처음으로 창설된 새로운 내각 부서였다. 포크는 주정부로부터 공공 토지에 대한 권력을 연방 정부가 강탈하는 것에 대해 우려를 가지고 있었다. 그럼에도 불구하고, 그의 마지막 재임 기간 마지막 날에 법안이 전달되었기 때문에 거부권에 대한 헌법적 근거를 찾거나 충분한 거부 메시지를 작성할 시간이 없어서 그는 법안에 서명했다.

#### 연방 가입 주
포크 재임 기간 동안 세 개의 주가 연방에 가입했다.
- 텍사스주 – 1845년 12월 29일
- 아이오와주 – 1846년 12월 28일
- 위스콘신주 – 1848년 5월 29일

## 1848년 선거

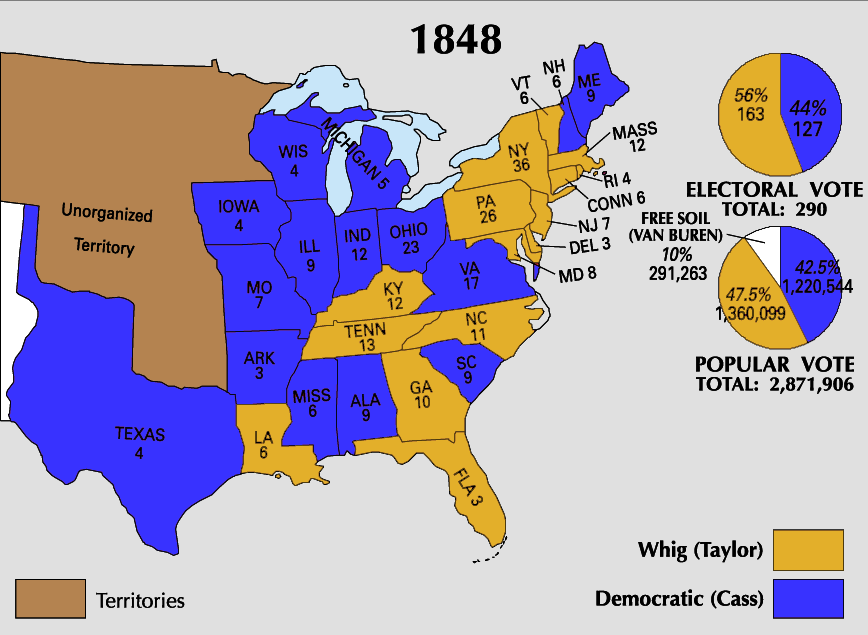
1848년 대통령 선거 결과

한 임기만 재임하겠다는 공약을 지킨 포크는 1848년에 재선에 나서지 않았다. 포크가 출마하지 않자 민주당은 지리적 선을 따라 분열된 상태로 남았다. 포크는 사적으로 루이스 캐스를 자신의 후임으로 선호했지만, 선거에 깊이 관여하는 것을 삼갔다. 1848년 민주당 전당대회에서 뷰캐넌, 캐스, 그리고 대법관 레비 우드버리가 주요 경쟁자로 부상했다. 캐스는 각 준주가 노예 제도의 법적 지위를 결정하는 국민주권 원칙으로 북부와 남부 모두로부터 지지를 얻었다. 캐스는 첫 번째 투표에서 선두를 차지했으며, 서서히 지지를 얻어 네 번째 투표에서 지명을 확정지었다. 멕시코시티에서 윈필드 스콧을 대신하여 사령관을 맡았던 윌리엄 버틀러가 부통령 후보 지명을 얻었다. 캐스의 지명은 많은 북부인과 남부인들을 소외시켰는데, 이들 각자는 캐스가 노예 제도 문제에 대한 자신의 입장에 충분히 전념하지 않는다고 보았다.
멕시코 전쟁 중 테일러 장군과 스콧 장군은 강력한 휘그당 후보로 부상했다. 전쟁이 계속되면서 테일러의 대중적 위상은 높아졌고, 그는 1847년에 대통령직을 거부하지 않을 것이라고 발표했다. 1848년 휘그당 전당대회는 6월 8일에 열렸으며, 테일러, 스콧, 헨리 클레이, 매사추세츠 상원의원 대니얼 웹스터가 주요 후보로 부상했다. 테일러는 첫 번째 투표에서 클레이를 근소하게 앞섰고, 지지율이 꾸준히 상승하여 네 번째 투표에서 지명을 확보했다. 휘그당은 뉴욕의 전 하원의원 밀러드 필모어를 테일러의 러닝메이트로 선택했다.
뉴욕에서는 반번스로 알려진 반노예제 민주당 파벌이 윌못 조항을 강력히 지지하며 캐스를 거부했다. 다른 주의 반노예제 민주당원들과 합세한 반번스들은 전 대통령 마틴 밴 뷰런을 자신들의 대통령 후보로 지명하는 전당대회를 열었고, 밴 뷰런은 결국 자유토지당의 후보가 되었다. 밴 뷰런은 대통령 재임 기간 동안 반노예제 입장으로 알려지지 않았지만, 1848년에는 이를 받아들였다. 밴 뷰런의 출마 결정은 포크가 뉴욕의 라이벌 파벌에 관직을 주기로 결정한 것에도 영향을 받았다. 포크는 전 동맹의 정치적 전환에 놀라고 실망했으며, 반노예제 원칙을 중심으로 조직된 지역 정당의 분열성에 대해 우려했다. 밴 뷰런은 자유토지당 후보로 전 대통령이자 저명한 휘그당원인 존 퀸시 애덤스의 아들인 찰스 프랜시스 애덤스 시니어와 함께 출마했다.
선거에서 테일러는 득표율 47.3%와 선거인단 과반수를 얻어 휘그당이 대통령직을 장악하게 되었다. 캐스는 42.5%의 득표율을 얻었고, 밴 뷰런은 10.1%의 득표율로 당시 다른 어떤 제3당 대통령 후보보다도 높은 득표율을 기록했다. 점점 양극화되는 노예 제도 논쟁에도 불구하고, 테일러와 캐스는 북부와 남부 주에서 모두 승리한 반면, 밴 뷰런의 지지 대부분은 북부 민주당원들로부터 나왔다. 포크는 테일러에 대해 좋지 않은 평가를 가지고 있었고, 그 장군을 판단력이 부족하고 의견이 거의 없는 사람으로 보았기 때문에 결과에 매우 실망했다. 포크는 1849년 3월에 퇴임했으며, 그해 6월에 사망했다.

## 역사적 평가

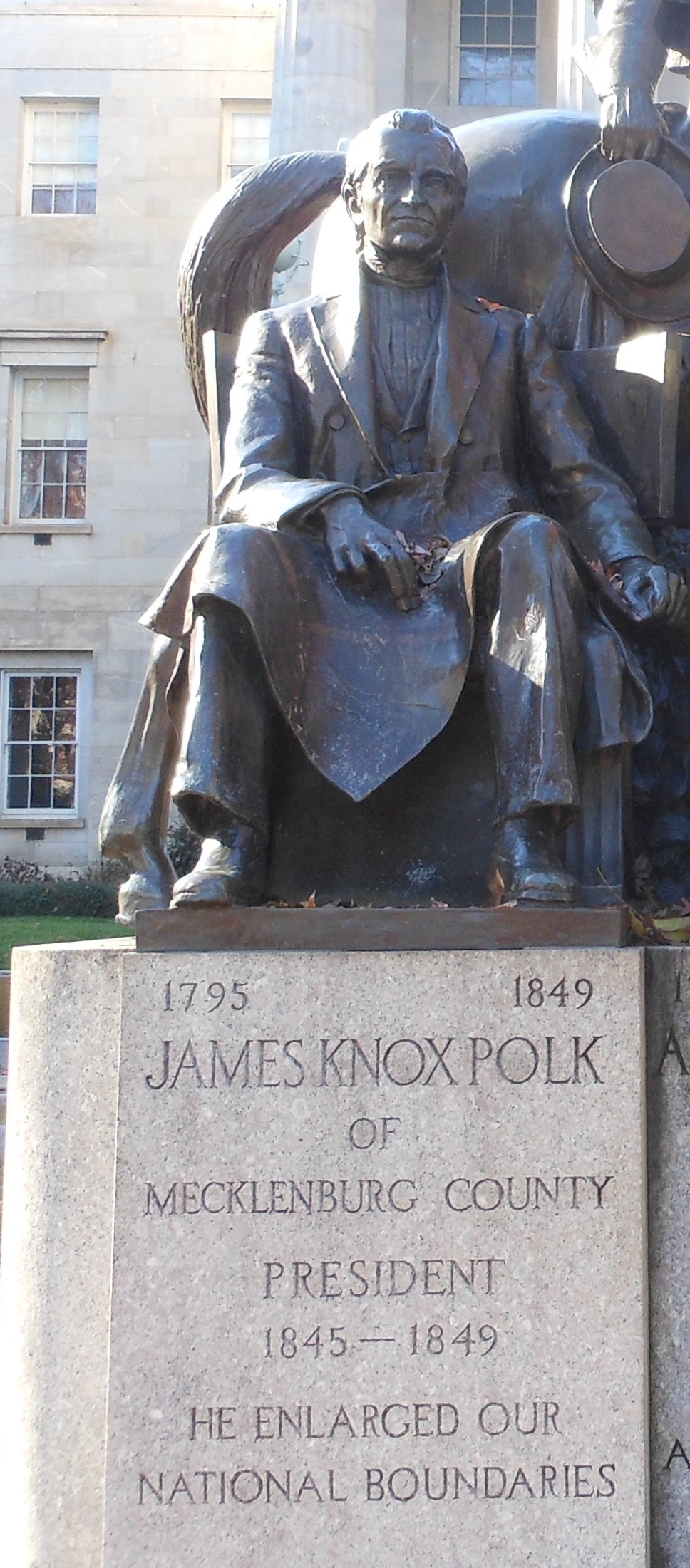
노스캐롤라이나주 국회의사당에 있는 포크 동상

포크의 역사적 평판은 대부분 당대 그에 대한 공격에 의해 형성되었다. 휘그당 정치인들은 그가 당연히 무명에 가까운 인물이었다고 주장했다. 샘 휴스턴은 포크가 "음료수로서 물의 사용에 희생된 자"라고 말한 것으로 전해진다. 오하이오 상원의원 톰 코윈은 "테네시의 제임스 K. 포크? 그 다음엔 누가 안전하겠는가?"라고 말했다. 19세기의 공화당 역사가들은 이러한 관점을 이어받았다. 포크는 북부의 민주당원들(예: 데이비드 윌멋과 사일러스 라이트)과 존 캘훈이 이끄는 남부 플랜테이션 소유자들 사이의 타협안이었다. 북부 민주당원들은 자신들의 뜻대로 되지 않으면 그가 노예 소유주들의 도구라고 생각했고, 남부의 보수주의자들은 그가 북부 민주당원들의 도구라고 주장했다. 이러한 견해는 아서 M. 슐레진저 주니어와 버나드 드 보토가 포크는 누구의 도구도 아니었으며, 자신의 목표를 세우고 이를 달성했다고 주장하기 전까지 오랫동안 역사 문헌에 반영되었다.
역사가와 정치학자들의 여론조사에서는 대체로 포크를 평균 이상의 대통령으로 평가하며, 앤드루 잭슨과 에이브러햄 링컨 행정부 사이의 다른 모든 대통령보다 높은 순위를 차지하는 경향이 있다. 2018년 미국정치학회 대통령 및 행정 정치 부문의 여론조사에서는 포크를 21번째로 훌륭한 대통령으로 평가했다. 2017년 C-SPAN의 역사가 여론조사에서는 포크를 14번째로 훌륭한 대통령으로 평가했다.

지난 수년간 포크의 전기 작가들은 포크의 업적과 유산, 특히 가장 최근의 두 가지를 평가해 왔다. "제임스 K. 포크가 중요하고 영향력 있는 미국 대통령으로 인정받을 만한 세 가지 주요 이유가 있다"고 월터 보르네만이 썼다. 
첫째, 포크는 자신이 정한 대통령 임기 목표를 달성했다. 둘째, 그는 남북 전쟁 이전 가장 단호한 최고 경영자였다. 셋째, 그는 대통령의 행정 권한, 특히 전쟁 권한, 총사령관으로서의 역할, 행정부 감독을 크게 확대했다.
 정치학자 레너드 화이트는 포크의 지휘 체계를 요약했다:
그는 군사 및 해군 작전의 일반적인 전략을 결정했다. 그는 지휘관을 선택했다. 그는 보급 문제에 개인적인 관심을 기울였다. 그는 총참모부를 가능한 한 활성화시켰다. 그는 군사 및 해군 예산을 통제했다. 그리고 그는 내각을 캠페인 수행을 위한 주요 조정 기관으로 활용했다.
포크의 가장 뛰어난 유산은 미국 대륙 지도인데, 그는 그 영토를 3분의 1이나 늘렸다. "그 지도를 보면," 로버트 메리는 결론지었다, "그리고 그 안에 포함된 서부와 남서부의 광활한 영역을 보면 포크의 대통령으로서의 업적의 규모를 알 수 있다." 미국인들을 태평양으로 이끄는 강력한 힘이 있었지만, 게리 콘블리쓰와 같은 일부 역사가들은 클레이의 대통령직이 텍사스와 캘리포니아의 영구적인 독립을 보았을 것이라고 주장했다.

그럼에도 불구하고 포크의 공격적인 팽창주의는 윤리적인 비판을 받았다. 그는 다른 사람들보다 "명백한 운명"을 더욱 믿었다. 멕시코-미국 전쟁을 언급하며, 전 대통령 율리시스 S. 그랜트는 다음과 같이 말했다: 
나는 [텍사스 합병]에 맹렬히 반대했으며, 오늘날까지 그 결과로 일어난 전쟁을 강대국이 약소국을 상대로 벌인 가장 부당한 전쟁 중 하나로 간주한다. 이는 공화국이 추가 영토를 획득하려는 욕구에서 정의를 고려하지 않은 유럽 군주국들의 나쁜 선례를 따른 경우였다.
에이브러햄 링컨과 존 퀸시 애덤스를 포함한 휘그당 정치인들은 텍사스 합병과 멕시코 할양지가 미국의 친노예제 파벌을 강화했다고 주장했다. 포크 행정부 동안 획득한 영토에서 노예 제도의 지위에 관한 불만족스러운 조건은 1850년 타협으로 이어졌는데, 이는 공화당 창당과 이후 남북 전쟁 발발의 주요 요인 중 하나였다.

### 인용 문헌
- Bergeron, Paul H. (1986). 《The Presidency of James K. Polk》. Lawrence, Kansas: University of Kansas Press. ISBN 978-0-7006-0319-0.
- Borneman, Walter R. (2008). 《Polk: The Man Who Transformed the Presidency and America》. Random House. ISBN 978-1-4000-6560-8.
- Dusinberre, William (2003). 《Slavemaster President: The Double Career of James Polk》. New York, New York: Oxford University Press. ISBN 978-0-19-515735-2.
- Greenberg, Amy S. (2012). 《A Wicked War: Polk, Clay, Lincoln, and the 1846 U.S. Invasion of Mexico》. New York: Alfred A. Knopf. ISBN 978-0-307-59269-9.
- Haynes, Sam W. (1997). 《James K. Polk and the Expansionist Impulse》. New York: Longman. ISBN 978-0-673-99001-3.
- Howe, Daniel Walker (2007). 《What Hath God Wrought: the Transformation of America, 1815–1848》. Oxford, NY: Oxford University Press. ISBN 978-0-19-507894-7.
- Lee, Jr., Ronald C. (Summer 2002). 《Justifying Empire: Pericles, Polk, and a Dilemma of Democratic Leadership》. 《Polity》 34. 503–531쪽. doi:10.1086/POLv34n4ms3235415. JSTOR 3235415. S2CID 157742804.
- Leonard, Thomas M. (2000). 《James K. Polk: A Clear and Unquestionable Destiny》. Wilmington, Delaware: Scholarly Resources Inc. ISBN 978-0-8420-2647-5..
- McPherson, James M. (1988). 《자유의 함성: 남북 전쟁 시대》. Oxford, New York: Oxford University Press. ISBN 978-0-19-503863-7.
- Merry, Robert W. (2009). 《A Country of Vast Designs: James K. Polk, the Mexican War, and the Conquest of the American Continent》. New York: Simon & Schuster. ISBN 978-0-7432-9743-1.
- Pletcher, David M. (1973). 《The Diplomacy of Annexation: Texas, Oregon, and the Mexican War》. Columbia, Missouri: University of Missouri. ISBN 978-0-8262-0135-5.
- Seigenthaler, John (2004). 《James K. Polk》. New York, New York: Times Books. ISBN 978-0-8050-6942-6.
- White, Leonard D. 1954. The Jacksonians: A Study in Administrative History, 1829–1861.
- Woodworth, Steven E. 《Manifest Destinies: America's Westward Expansion and the Road to the Civil War》. New York, New York: Albert A. Knopf. ISBN 978-0-307-26524-1.

## 추가 자료
- Campbell, Karlyn K. “James Knox Polk: The first imperial president?" in  Before the Rhetorical Presidency, edited by Martin Medhurst, (Texas A&M University Press, 2008), pp. 83–102.
- Campbell, Karlyn K., & Kathleen Jamieson. Deeds Done in Words (University of Chicago Press, 1990).
- Chaffin, Tom. Met His Every Goal? James K. Polk and the Legends of Manifest Destiny (University of Tennessee Press; 2014) 124 pages.
- Dallas, George M. "James Knox Polk." in African Americans and the Presidents: Politics and Policies from Washington to Trump (2019): 38+ online.
- Devoti, John. "The patriotic business of seeking office: James K. Polk and the patronage" (PhD dissertation, Temple University; ProQuest Dissertations Publishing, 2005. 3203004).
- De Voto, Bernard. The Year of Decision: 1846. Houghton Mifflin, 1943.
- Eisenhower, John S. D. "The Election of James K. Polk, 1844". Tennessee Historical Quarterly. 53.2 (1994): 74–87. ISSN 0040-3261; popular.
- Graff, Henry F., ed. The Presidents: A Reference History (3rd ed. 2002)  online
- Greenstein, Fred I. "The policy-driven leadership of James K. Polk: making the most of a weak presidency." Presidential Studies Quarterly 40#4 (2010), p. 725+. online
- Heidt, Stephen J. “Presidential Power and National Violence: James K. Polk’s Rhetorical Transfer of Savagery.” Rhetoric and Public Affairs 19#3 (2016), pp. 365–96, online.
- Kornblith, Gary J. "Rethinking the Coming of the Civil War: a Counterfactual Exercise". Journal of American History 90.1 (2003): 76–105. ISSN 0021-8723. Asks what if Polk had not gone to war?
- Leonard, Thomas. James K. Polk: A Clear and Unquestionable Destiny (Scholarly Resources Inc, 2001).
- McCormac, Eugene Irving. James K. Polk: A Political Biography to the End of a Career, 1845–1849. Univ. of California Press, 1922. (1995 reprint has ISBN 0-945707-10-X.) hostile to Jacksonians
- Merk, Frederick. Manifest Destiny and Mission in American History: A Reinterpretation (Vintage Books, 1966).
- Morrison, Michael A. "Martin Van Buren, the Democracy, and the Partisan Politics of Texas Annexation". Journal of Southern History 61.4 (1995): 695–724. ISSN 0022-4642. Discusses the election of 1844.
- Nau, Henry R. “James K. Polk: Manifest Destiny.” in Conservative Internationalism: Armed Diplomacy under Jefferson, Polk, Truman, and Reagan (Princeton University Press, 2013), pp. 110–46, online.
- Nelson, Anna Louise Kasten. "The Secret Diplomacy of James K. Polk during the Mexican War, 1846–1847" PhD dissertation, The George Washington University; ProQuest Dissertations Publishing, 1972. 7304017).
- Palmer‐Mehta, Valerie. "Sarah Polk: Ideas of Her Own." in A Companion to First Ladies (2016): 159–175.
- Paul; James C. N. Rift in the Democracy. (1951). on 1844 election
- Rayback, Joseph G. (2015). 《Free Soil: The Election of 1848》. University of Kentucky. ISBN 9780813164434.
- Rowe, Christopher. "American society through the prism of the Walker Tariff of 1846." Economic Affairs 40.2 (2020): 180–197.
- Ruiz, Ramon, ed. The Mexican War: Was it Manifest Destiny? (1963) excerpts from primary and secondary sources.
- Schoenbeck, Henry Fred. "The economic views of James K. Polk as expressed in the course of his political career" (PhD dissertation, The University of Nebraska – Lincoln; ProQuest Dissertations Publishing, 1951. DP13923).
- Sellers, Charles. James K. Polk, Jacksonian, 1795–1843 (1957) vol 1 online; and James K. Polk, Continentalist, 1843–1846. (1966) vol 2 online; long scholarly biography
- Silbey, Joel H. (2014). 《A Companion to the Antebellum Presidents 1837–1861》. Wiley. ISBN 9781118609293. pp 195–290
- Smith, Justin Harvey. The War with Mexico, Vol 1. (2 vol 1919), full text online.
  - Smith, Justin Harvey. The War with Mexico, Vol. 2. (2 vol 1919). full text online; Pulitzer prize; still a major standard source,
- Weinberg, Albert. Manifest Destiny: A Study of Nationalist Expansionism in American History (1935) online
- Williams, Frank J. “James K. Polk.” in The Presidents and the Constitution: A Living History, edited by Ken Gormley, NYU Press, 2016, pp. 149–58, online.
- Winders, Richard Bruce. Mr. Polk's army: the American military experience in the Mexican war (Texas A&M University Press, 2001).

### 역사학
- Notaro, Carmen. “Biography and James K. Polk: Observations on an Historiography Spanning Two Centuries.” Tennessee Historical Quarterly 75#4 (2016), pp. 260–75, online.

### 1차 자료
- Cutler, Wayne, et al. Correspondence of James K. Polk. 1972–2004. ISBN 1-57233-304-9. Multivolume scholarly edition of the complete correspondence to and from Polk.
  - online vol 13, August 1847 to March 1848
- Polk, James K. The Diary of James K. Polk During His Presidency, 1845–1849 edited by Milo Milton Quaife, 4 vols. 1910. Abridged version by Allan Nevins. 1929/